# Villa Romana del Casale
Die Villa Romana del Casale (Römische Villa von Casale) ist eine spätrömische Villa urbana in der Nähe der Stadt Piazza Armerina im Freien Gemeindekonsortium Enna auf Sizilien. Sie wird oft einfach als Villa del Casale oder Villa von Piazza Armerina bezeichnet. Die Villa ist ein wichtiges Denkmal des römischen Sizilien und berühmt für ihre Bodenmosaiken. 1997 erklärte die UNESCO die Villa Romana del Casale zum Weltkulturerbe.

## Überblick

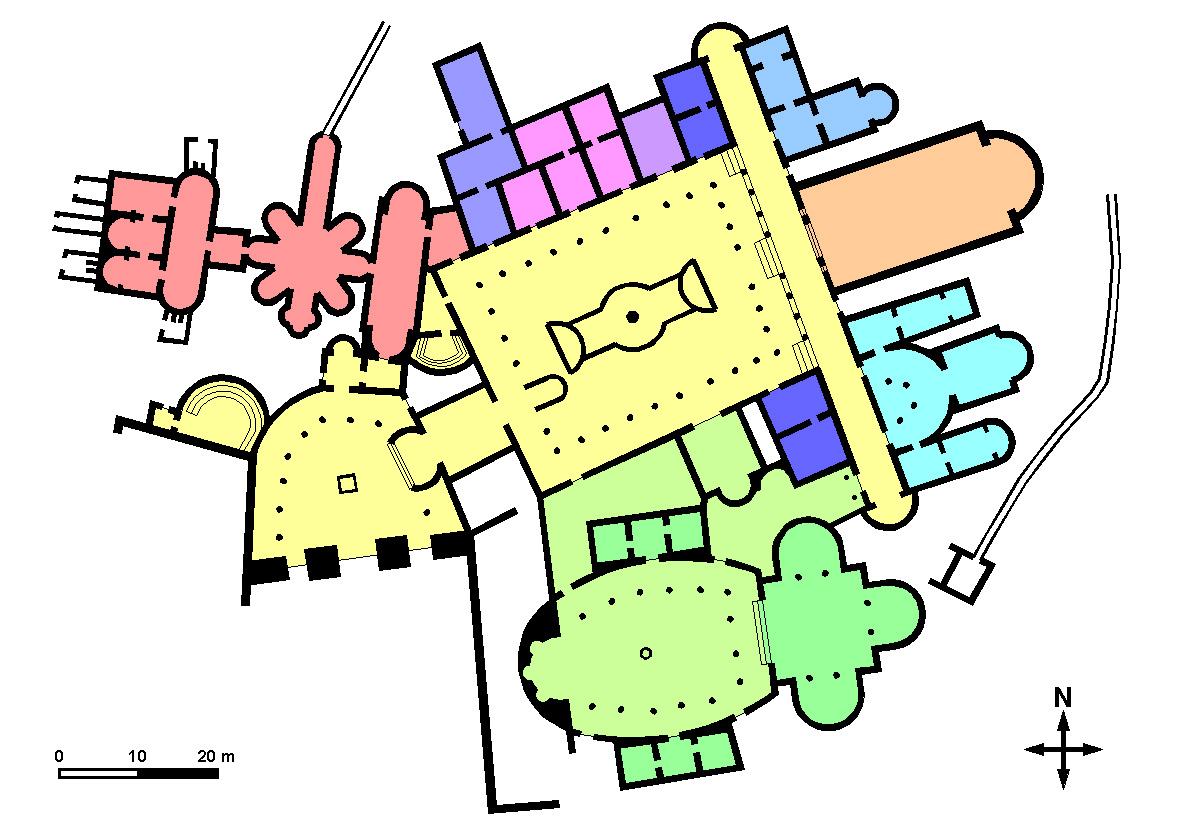
Grundriss der Villa

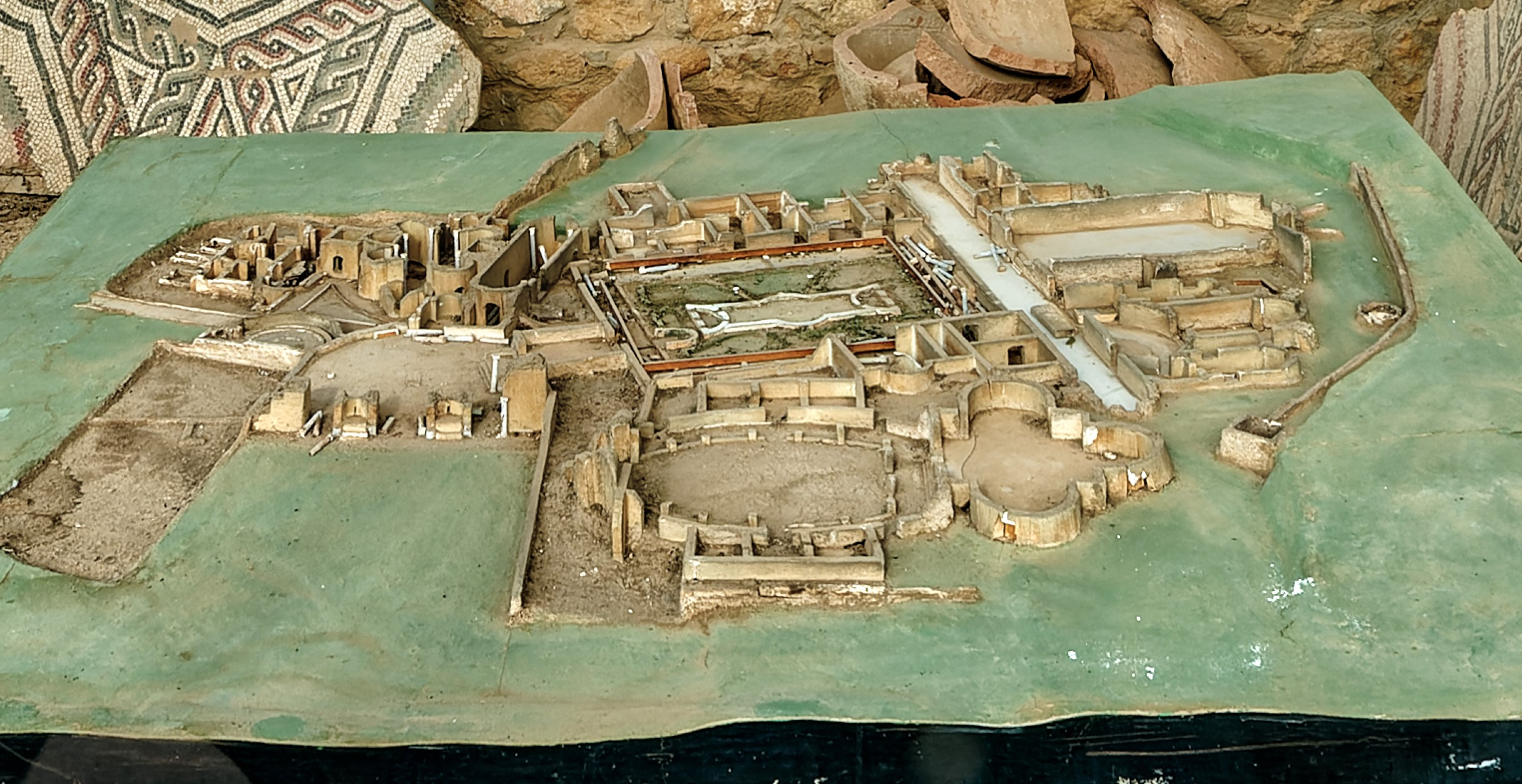
Modell der Villa

Der Gebäudekomplex der Villa del Casale bedeckt etwa 1,5 Hektar. Es sind heute noch etwa 45 Räume erhalten. Die Reste der Villa lassen sich in vier aneinander angrenzende Bereiche verschiedener Orientierung einteilen:
- einen monumentalen Eingangsbereich mit drei Bögen und einem mehreckigen Hof,
- einen zentralen Bereich mit einem rechteckigen Peristyl, Garten und Wasserbecken, den umgebenden Räumen und einer Basilika,
- einen Komplex mit einem elliptischen Peristyl, den umgebenden Räumen und einem Triclinium,
- eine Thermenanlage mit Zugang von der Nordostecke des rechteckigen Peristyls und vom Eingangsbereich aus.

Der Boden fast aller Räume des Anwesens ist mit Mosaiken aus farbigen Tesserae bedeckt, die insgesamt eine Fläche von rund 3.500 m² bedecken und aus etwa 120 Millionen einzelnen Steinen bestehen, mehr als in jedem anderen bekannten Gebäude des römischen Reichs. Die stilistischen Unterschiede zwischen den Mosaiken der verschiedenen Bereiche sind sehr gut sichtbar. Dies weist jedoch nicht auf eine Ausführung in verschiedenen Epochen hin, sondern auf verschiedene Werkstätten, die unterschiedliche Modellalben (Vorlagenbücher) verwendeten. Der Stil der Mosaiken verrät den Einfluss nordafrikanischer Künstler, die möglicherweise die Arbeiten auch ausführten.
Jeder der vier Bereiche der Villa liegt wegen der Hanglage des Grundstücks auf einer eigenen Ebene und verfügt über eine eigene Richtungsachse. Trotz der offensichtlichen Asymmetrie im Grundriss ist die Villa das Ergebnis eines organischen und einheitlichen Projekts. Ausgehend von geläufigen Modellen des privaten Wohnungsbaus jener Zeit (Villa mit Peristyl, Aula mit Apsiden und dreischiffigem Saal) wurden eine Reihe von Veränderungen eingeführt, um dem gesamten Komplex sowohl Originalität als auch beeindruckende Monumentalität zu verleihen. Die Einheit der Bausubstanz wird auch durch die durchdachte Wegführung und die Unterteilung in öffentliche und private Bereiche bezeugt. Zwei Aquädukte aus östlicher und nordwestlicher Richtung versorgten den Komplex mit Wasser.

## Lage
Die Villa befindet sich fünf Kilometer südwestlich des heutigen Piazza Armerina in der Gemarkung Casale auf einem halbkreisförmigen Plateau am linken Hang eines kleinen Tals unterhalb des Monte Mangone, durch das ein Nebenfluss des Gela fließt. Zur Zeit ihrer Erbauung lag sie sechs Kilometer nördlich der Bauernsiedlung Philosophiana. In 300 Metern Entfernung verlief die Fernstraße von Akragas (dem heutigen Agrigent) nach Catania. Es gab an dieser Stelle ein älteres Gebäude, von dem Reste von Thermen und anderen Strukturen, aber keine Mosaiken gefunden wurden.

## Geschichtlicher Hintergrund
Während der ersten beiden Jahrhunderte der römischen Kaiserzeit hatte Sizilien unter einer Phase der Depression gelitten, hervorgerufen durch das auf Sklavenarbeit basierende Produktionssystem der Latifundien. Das Leben in der Stadt befand sich im Niedergang, das Land war verlassen und die reichen Eigentümer wohnten nicht bei ihrem Besitz, wie fehlende Wohnungsreste anzuzeigen scheinen. Für das ländliche Sizilien brach zu Beginn des vierten Jahrhunderts jedoch eine neue Zeit des Wohlstands an. Handelsposten und Bauernsiedlungen erreichten den Höhepunkt ihrer Ausdehnung und ihrer Aktivität. Ein offensichtlicher Hinweis auf Veränderung ist die Verleihung eines neuen Titels an den Statthalter der Insel, der statt corrector nun consularis hieß.

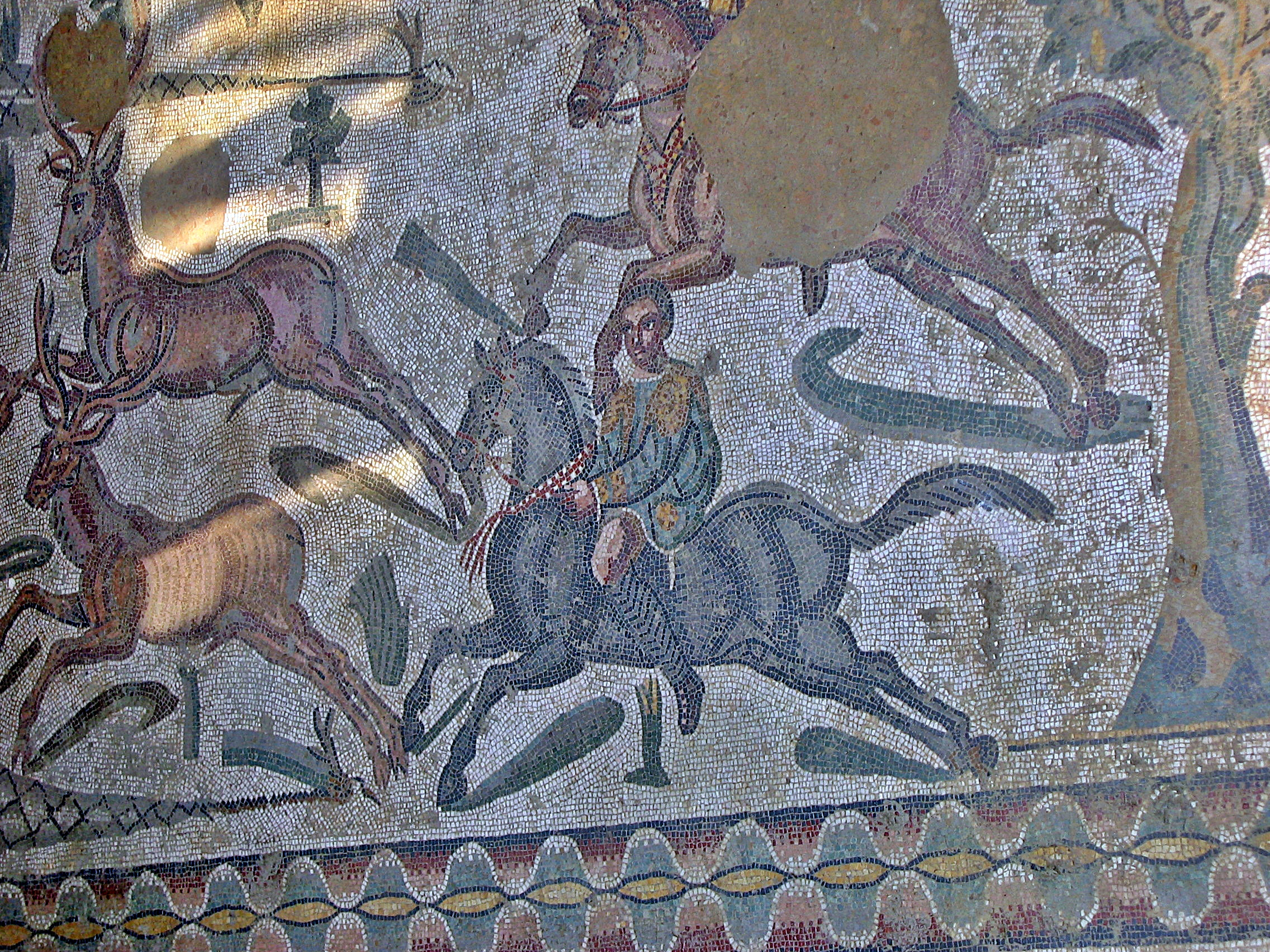
Ritter bei der Hirschjagd, Mosaik aus der „kleinen Jagd“

Der steigende Wohlstand war einerseits durch die wieder zunehmende Bedeutung der Provinzen Africa und Tripolitanien für Getreidelieferungen nach Italien bedingt. Sizilien nahm in der Folge eine zentrale Rolle auf den neuen Handelsrouten zwischen den beiden Kontinenten ein. Andererseits begannen die wohlhabenderen Schichten, also Ritter (Equites) und Senatoren, das Leben in der Stadt hinter sich zu lassen und sich auf Besitzungen auf dem Land zurückzuziehen. So kümmerten sich die Eigentümer wieder selbst um ihre Ländereien, die nicht mehr von Sklaven, sondern von Kolonen bebaut wurden. Ansehnliche Geldsummen wurden aufgewandt, um die außerstädtischen Residenzen oder Villen zu vergrößern, zu verschönern und komfortabler auszustatten. Als Beispiele seien hier neben der Villa del Casale die Villa Romana del Tellaro, die Villa Romana di San Biagio und die Villa Romana di Patti erwähnt.

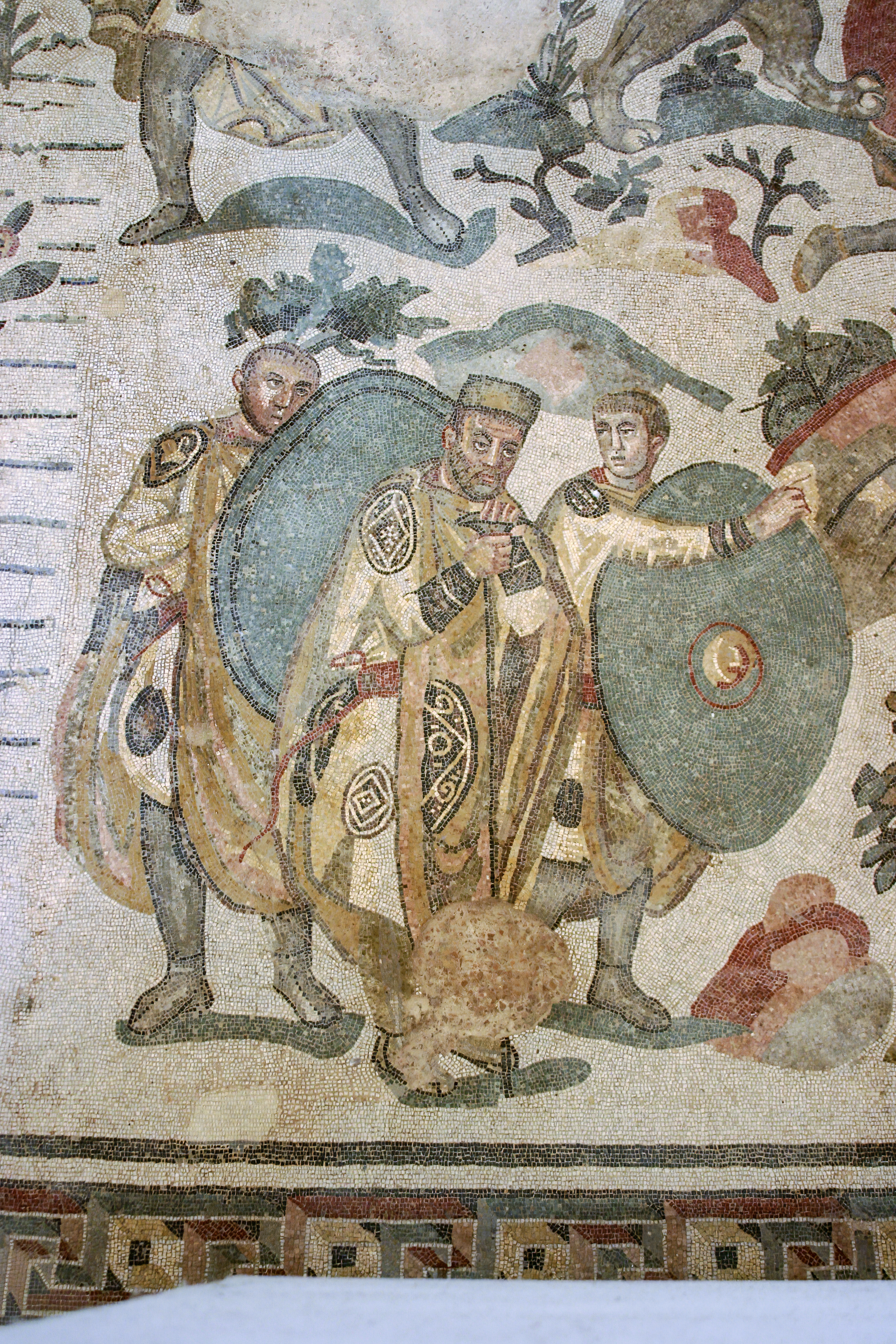
Mosaik mit der vermeintlichen Darstellung des Kaisers Maximian (Mitte) mit dem pileus Pannonicus

## Datierung und Besitzer
Die Identität des Erbauers und Besitzers wurde lange diskutiert und viele verschiedene Hypothesen wurden formuliert. Eng damit zusammen hängt die Frage der Datierung, wobei neben einer stilistischen Einordnung der Mosaiken und sonstiger Befunde vor allem Münz- und Keramikfunde von Bedeutung sind. Eine eindeutige präzise Datierung ist jedoch nicht möglich und die Vorschläge erstrecken sich auf fast das gesamte 4. Jahrhundert n. Chr. Traditionell tendierten die meisten Forscher zu einer Datierung in die ersten Jahrzehnte des Jahrhunderts, Roger J. A. Wilson zufolge entstand die Villa beispielsweise „wahrscheinlich zwischen 310 und 325 n. Chr“. Petra C. Baum-vom Felde schlug dagegen 2003 aufgrund ihrer Untersuchungen der geometrischen Mosaiken der Villa eine Datierung dieser Werke in die 2. Hälfte des 4. Jahrhunderts vor, der sich beispielsweise Brigitte Steger aufgrund weiterer Analysen anschloss. Die Villa selbst sei zwar vermutlich älter, in ihren ersten Jahrzehnten allerdings deutlich kleiner und noch nicht mit Mosaiken verziert gewesen. Allerdings weist auch diese Spätdatierung einige Unstimmigkeiten auf und wird daher nicht allgemein anerkannt.
Hinsichtlich des Besitzers wurde die lange Zeit vorherrschende Hypothese 1952 von Hans Peter L’Orange publiziert und später auch von Josef Polzer und Gino Vinicio Gentili (1959) aufgegriffen. Ihnen zufolge sei der Besitzer der Villa der Kaiser Maximian (ab 285 n. Chr. Caesar im Westen, 286–305 Augustus) gewesen, der sich nach seiner Abdankung hierher zurückgezogen habe. Ein wesentliches Argument dafür war, dass auf gleich drei Mosaiken der Villa Amtsträger mit einer bestimmten Kopfbedeckung zu sehen sind. Es handelt sich um den pileus Pannonicus, eine besondere Form des Pileus, mit denen sich die Kaiser der Tetrarchie gerne darstellten, um ihre Herkunft aus dem Donauraum zu betonen, und die etwa auch bei der Venezianischen Tetrarchengruppe zu sehen ist. In der Folgezeit zeigten historische Studien jedoch, dass Maximian seine letzten Jahre in Kampanien und nicht auf Sizilien verbrachte. Heinz Kähler äußerte daraufhin 1973 die Vermutung, dass die Villa auch seinem Sohn Maxentius gehört haben könnte, der 305–312 n. Chr. als Kaiser regierte; dieser Ansicht schlossen sich unter anderem Salvatore Settis (1975) und Gino Vinicio Gentili an.
In der Villa von Piazza Armerina ist jedoch nicht zwingend eine Kaiserresidenz zu sehen. In den letzten Jahrzehnten haben Ausgrabungen gezeigt, dass der Besitz solch beeindruckender Gebäude mit repräsentativem Charakter nichts Einmaliges und in der römischen Aristokratie durchaus verbreitet war. Auch wurde betont, dass der pileus Pannonicus zwar in Darstellungen der illyrischstämmigen Kaiser der Zeit um 300 auftaucht, letztlich aber einfach ein Attribut von Soldaten und Militärs war. Die Themen der Mosaiken in der Villa Romana del Casale deuten dennoch auf die römische Elite des beginnenden vierten Jahrhunderts, auf die heidnische Religion sowie auf Verbindungen zum Senatorenstand hin und beziehen Stellung gegen die Politik Konstantins. Daher wurden seit den 1980er Jahren verschiedene hochrangige Senatoren als Auftraggeber der Villa in Betracht gezogen.
Eine Hypothese identifiziert den Besitzer mit einer angesehenen Person der konstantinischen Ära, Lucius Aradius Valerius Proculus, Statthalter Siziliens von 327 und 331 und Konsul im Jahre 340. Die Spiele, die er 320 in Rom organisiert hatte, während er die Praetur bekleidete, waren so eindrucksvoll, dass ihre Berühmtheit lange andauerte. Vielleicht sollten die Darstellungen in einigen Mosaiken der Villa (der „Gang der großen Jagd“ und die „Zirkusspiele“ im Gymnasium der Thermen) an dieses Ereignis erinnern. Ein weiterer Vorschlag hält zwei andere Statthalter Siziliens, Betitus Perpetuus Arzygius (amtierte wohl zwischen 312 und 324) und Domitius Latronianus (amtierte 314), für die Auftraggeber. Ebenso wurde Ceionius Rufius Albinus als Besitzer der Villa vorgeschlagen, oder zumindest ein ehemaliger Stadtpräfekt Roms, etwa aus der Familie der Sabucii. Brigitte Steger schließlich hat 2017 dafür plädiert, den großen Ausbau der Villa, auf den die meisten heute sichtbaren Strukturen und Mosaiken zurückgehen, mit dem sizilischen Statthalter der Jahre 364/365 und späteren Konsul, Prätorianerpräfekt sowie Geschichtsschreiber Virius Nicomachus Flavianus in Verbindung zu bringen. Sollte dies zutreffen, arbeitete sein Sohn Nicomachus Flavianus der Jüngere, dreifacher Stadtpräfekt Roms, wohl in der Villa an der Korrektur einer wichtigen Livius-Ausgabe.

## Ausgrabungen

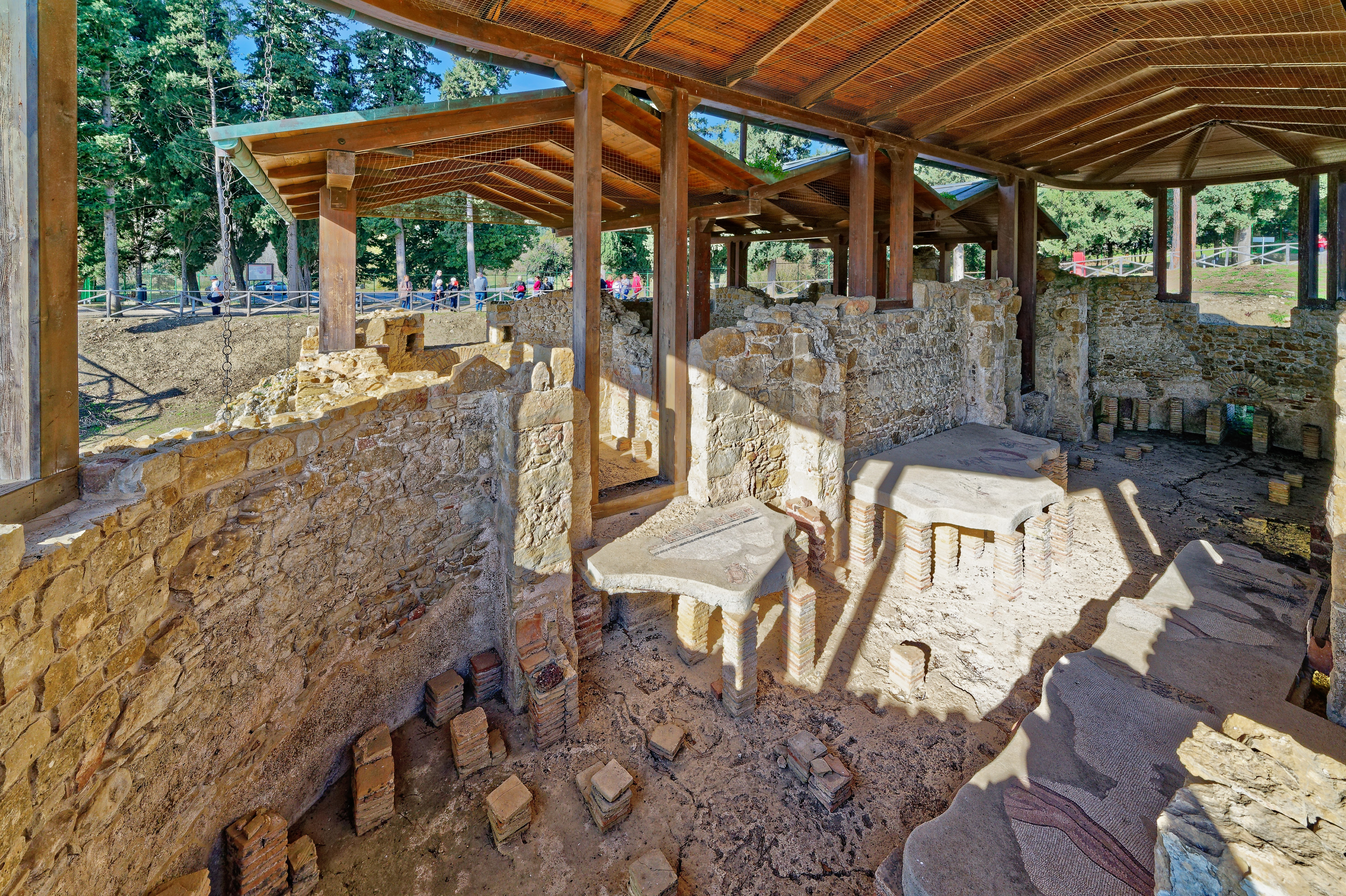
Teile des Heizungssystems der Thermen

Die Villa wurde noch in der Zeit der byzantinischen Vorherrschaft auf Sizilien genutzt, wie Restaurierungsarbeiten an den Mosaiken zeigen. Danach entstand auf dem Gelände eine arabische Siedlung, die von den Normannen in der zweiten Hälfte des 12. Jahrhunderts zerstört wurde. 1761 wurde die Villa wiederentdeckt. Als im 18. Jahrhundert das Interesse an alten Bauwerken wieder erwachte, hielt man die Ruinen der Villa zunächst für Überreste aus der Araberzeit und nannte sie „Casale dei Saraceni“. Der britische Generalkonsul Robert Fagan begann 1808 mit ersten Grabungen. 1881 fanden unter Luigi Pappalardo die ersten systematischen Ausgrabungen statt, bei denen zum Beispiel Teile des Mosaikbodens des Tricliniums freigelegt wurden.
Erst im 20. Jahrhundert wurde in drei Ausgrabungsperioden der gesamte Komplex freigelegt. Die Ausgrabung begann 1929 unter Paolo Orsi, nachdem die Gemeinde einen Teil des Geländes erworben hatte. Dabei wurde das Triclinium ausgegraben. Nachdem die Mosaiken fotografiert worden waren, ließ Orsi sie jedoch zum Schutz vor Verwitterung wieder zuschütten. Weitere Ausgrabungen fanden von 1935 bis 1941 unter Giuseppe Cultrera statt, nachdem die Gemeinde weitere Teile des Geländes erworben hatte. Auch sie konzentrierten sich auf das Triclinium und seine Umgebung. Dabei wurden die Mosaiken jedoch nicht wieder zugeschüttet, sondern konserviert. In der dritten Grabungsperiode von 1950 bis 1954 unter Gino Vinicio Gentili wurden die restlichen Teile der Villa freigelegt. Weitere kleinere Ausgrabungen wurden 1970 unter Andrea Carandini und 1983–1985 durchgeführt. Weitere Forschungsgrabungen fanden zwischen 2004 und 2014 statt, als die Schutzdächer über den freigelegten Mauern erneuert wurden.

## Erhaltung
Die Mosaiken sind hervorragend erhalten, da sie im 12. Jahrhundert durch Erdrutsche verschüttet wurden, die die Decken und einen Teil der Wände zum Einsturz brachten. Außer den Fußböden sind die Wände in einer Höhe von zwei bis zu acht Metern erhalten. Sie bestehen ganz aus mit Mörtel verbundenem Bruchstein, der mit unregelmäßigen Stücken lokalen braunen Gesteins verkleidet war. Die Mosaiken werden heute durch einen Bau geschützt, der die antike Villa nachahmt. Der Bau ist voll überdacht; Besucher erhalten über Stege Zugang, die sich auf den antiken Mauern befinden und von denen man in die Räume von oben herab auf die Mosaiken schauen kann. 1991 verschüttete ein Erdrutsch nahegelegene Strukturen; 1995 verübten Vandalen einen Farbangriff.

## Detaillierte Beschreibung

### Monumentaler Eingang und Vestibül
Der Zugang zum Anwesen erfolgte über einen 27,75 m breiten Ehrenbogen mit drei bis zu 6 m hohen Durchgängen, die mit Malereien militärischen Charakters dekoriert waren. Vor den beiden mittleren Pylonen befinden sich zwei Wasserbecken.
Der erste, hufeisenförmige Hof war von Marmorsäulen mit ionischen Kapitellen umgeben, in der Mitte befinden sich die Reste eines quadratischen Springbrunnens. Von der ursprünglichen Gestaltung des Fußbodens findet sich am nördlichen Rand noch ein Rest eines zweifarbigen Mosaiks in Schuppenmusterung. Westlich des Hofes sind noch der tiefer gelegene Pferdestall sowie eine halbkreisförmige Latrine zu erkennen.
Vom Eingang führen einige Stufen zum Vestibül: In der Mitte eines geometrisch gemusterten Fußbodens befindet sich eine teilweise erhaltene Ankunftsszene in zwei Registern. Im oberen scheint ein Mann mit Blätterkrone auf dem Kopf und einem Kerzenständer in seiner rechten Hand, flankiert von zwei jungen Männern mit Zweigen in den Händen die Ankunft eines wichtigen Gastes zu erwarten. Im unteren Register rezitieren oder singen einige Jungen mit offenen Schreibtafeln (Diptychon) in den Händen. Wissenschaftler haben darin eine religiöse Szene oder eine festliche Begrüßung für den Einzug des Besitzers in sein Haus gesehen.

### Rechteckiges Peristyl

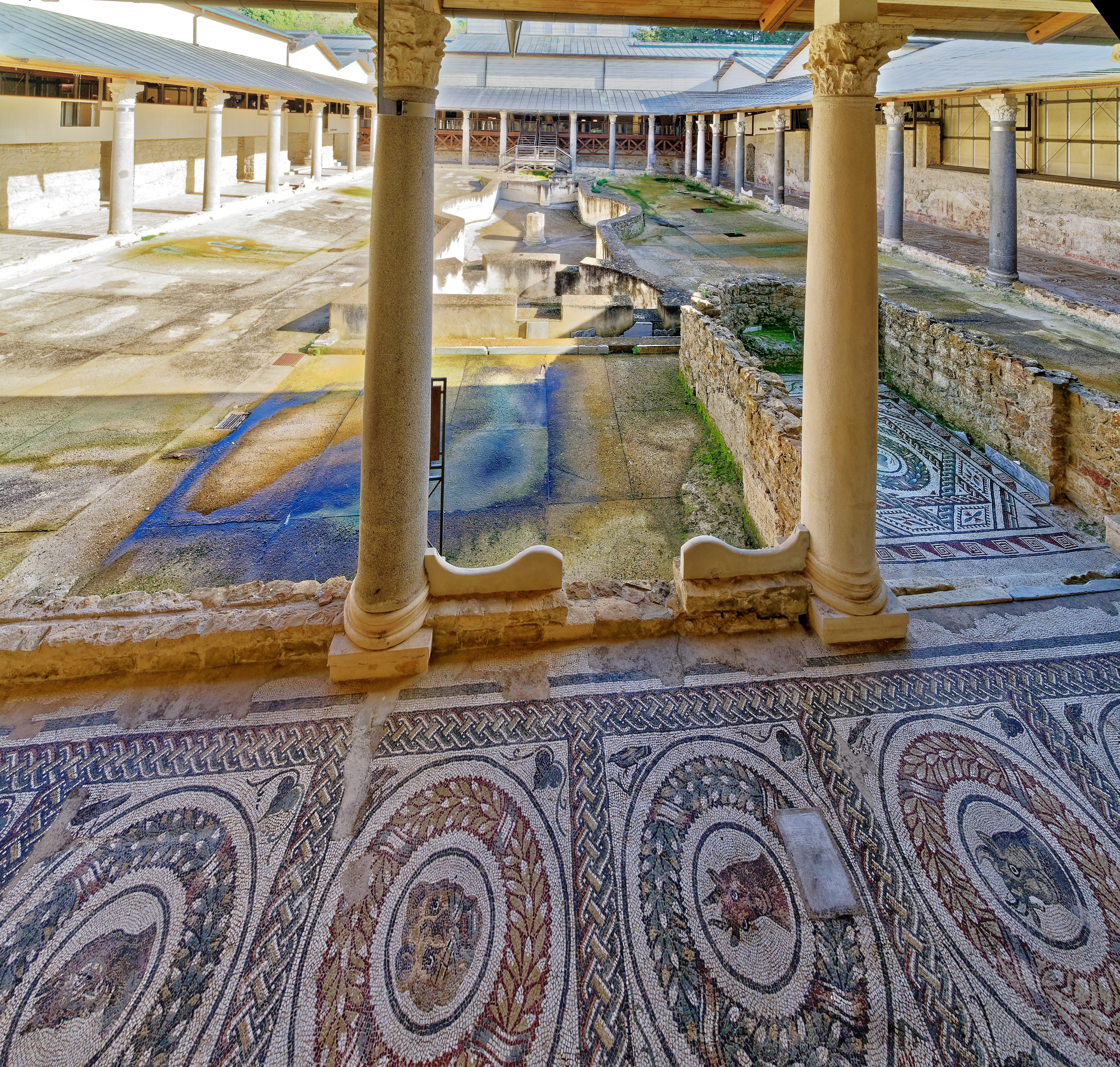
Blick in den Innenhof des Peristyls

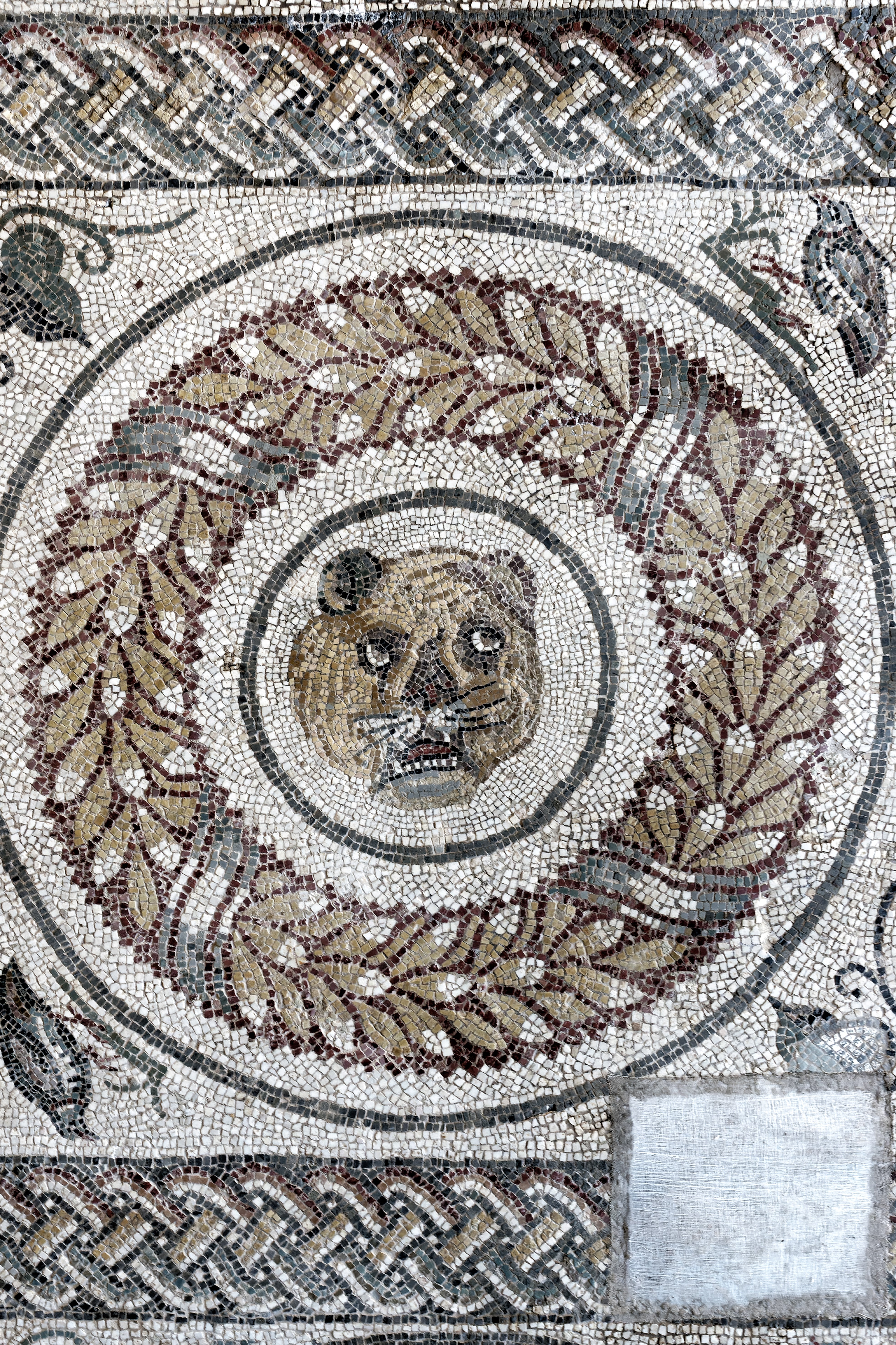
Kopf eines Tigers oder eines Löwen

Vom Vestibül gelangt man in das erste Peristyl mit Säulen der für das dritte Jahrhundert typischen korinthischen Ordnung. Das Bodenmosaik zeigt eine Zopfgirlande, die den Boden in quadratische Felder unterteilt. In diesen finden sich von einer kreisförmigen Lorbeergirlande umgebene die Tierköpfe vieler verschiedener Arten (Raubkatzen, Antilopen, Stiere, wilde Ziegen, Pferde, Hirsche, Wildesel, Steinböcke, ein Elefant und ein Strauß). Die Ausrichtung der Köpfe wechselt an zwei Stellen: Zum Eingang vom Vestibül hin und zu Füßen der Zugangstreppe des Saals mit der Apsis an der östlichen Seite. Diese Wechsel hatten wahrscheinlich den Zweck, die beiden Wegführungen im Inneren des Gebäudes hervorzuheben: Links vom Eingang gelangte man zu den privaten Räumen im nördlichen Bereich und die andere Richtung führte zum Saal mit der Apsis an der östlichen Seite und in den Bereich des Trikliniums mit dem ovalen Peristyl.

### Räume an der Nordseite des großen Peristyls

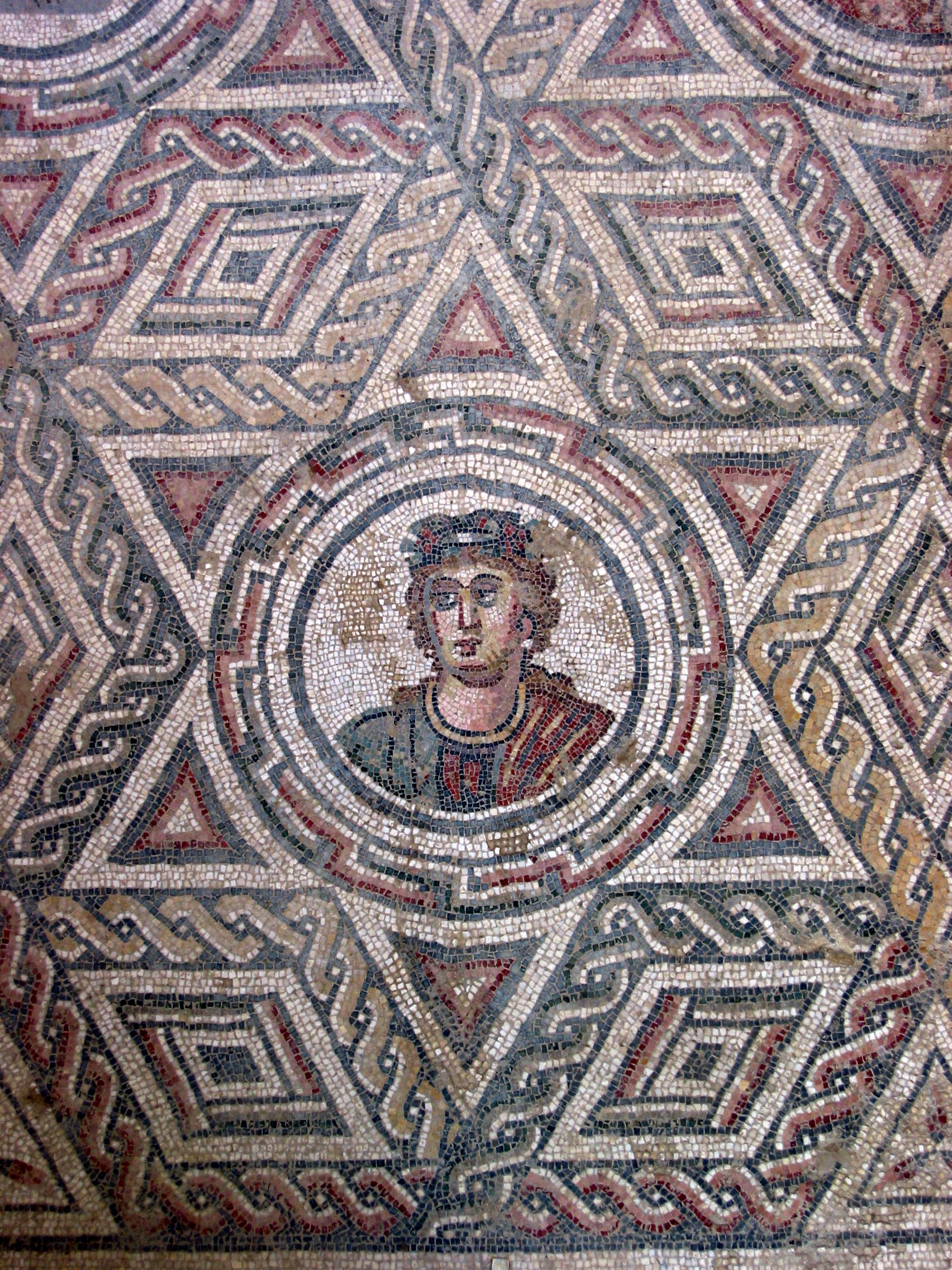
Personifikation des Frühlings im Saal der Jahreszeiten

Entlang der nördlichen Seite des Peristyls befinden sich Räume für verschiedene Zwecke. Zuerst drei Diensträume, die als Küche dienten und dahinter zwei weitere, die zur nahe gelegenen Wohnung der Herrschaften gehörten. Sie haben Fußböden mit Mosaiken geometrischen Musters. Die Gestaltungsschemata finden sich im Repertoire nordafrikanischer Mosaiken wieder: Man vermutet, dass diese in der Villa verwendeten Muster in Rom oder Italien entwickelt wurden und danach nach Afrika gelangten oder dass sie von nordafrikanischen Künstlern zwischen dem ausgehenden zweiten und dem frühen dritten Jahrhundert entwickelt wurden.
Die folgenden beiden Räume, die sich in diesem Arm des Peristyls befinden und deren Wände bemalt sind, waren wahrscheinlich Schlafzimmer (cubicula), mit den dazugehörigen Vorzimmern. In einem der Räume sind auf dem Mosaikfußboden sechs Personenpaare dargestellt, die sich in zwei Registern gegenüberstehen. Die Interpretation ist unklar: Manche Historiker sahen hier die Episode einer Entführung, vielleicht den Raub der Sabinerinnen, während andere, wegen der fehlenden Darstellung von Gewalt und Überlegenheit der männlichen Figuren hier vielmehr die Darstellung eines bäuerlichen Tanzes anlässlich des Frühlingsfests zu Ehren der Göttin Ceres sehen. Die Gestaltung der Köpfe, der Kleidung und des Schmucks sind entsprechend der Kunst der Spätantike sehr detailreich. Die Figuren werden in Frontalansicht dargestellt, die Bewegung wird nur durch die wehenden Kleider suggeriert. Die Linie, auf der die oberen Figuren stehen, soll einen Schattenwurf darstellen.

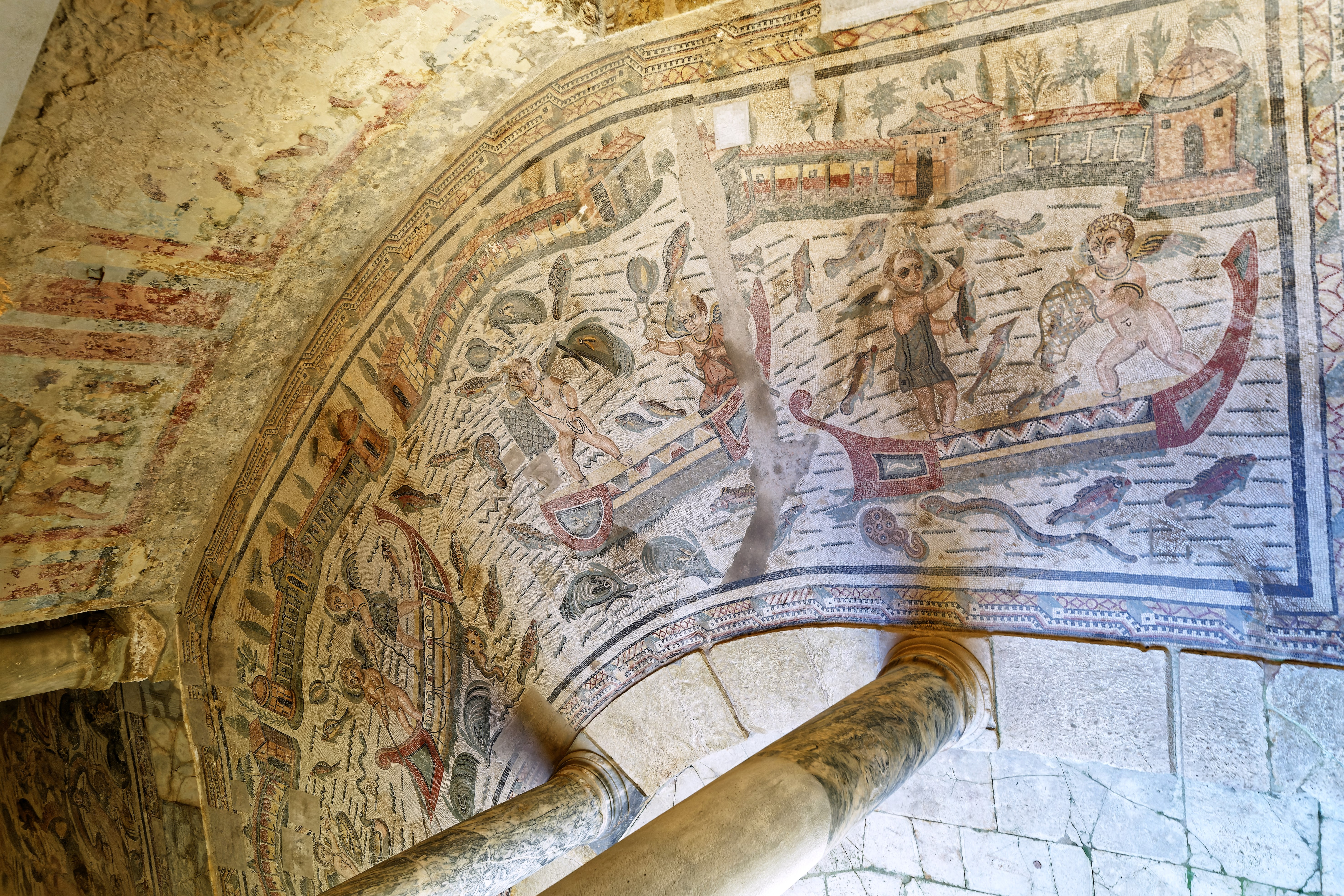
Fischende Eroten

Das zweite Schlafzimmer schmückt ein Bodenmosaik mit fischenden Eroten mit reich ausgeschmückten Kähnen und Kleidern. Die Eroten tragen auf der Stirn ein V-förmiges Zeichen ungewisser Deutung, das sich in nordafrikanischen Mosaiken des vierten Jahrhunderts wiederfindet. Das Erotenthema wiederholt sich mehrmals in den Räumen der Villa, ebenso wie das Motiv der am See liegenden Landhäuser im Hintergrund. Der Eros, der den Korb Fische ausleert und der andere, der einen Fisch mit einem Dreizack bedroht, sind ebenfalls an anderer Stelle wiederzufinden.

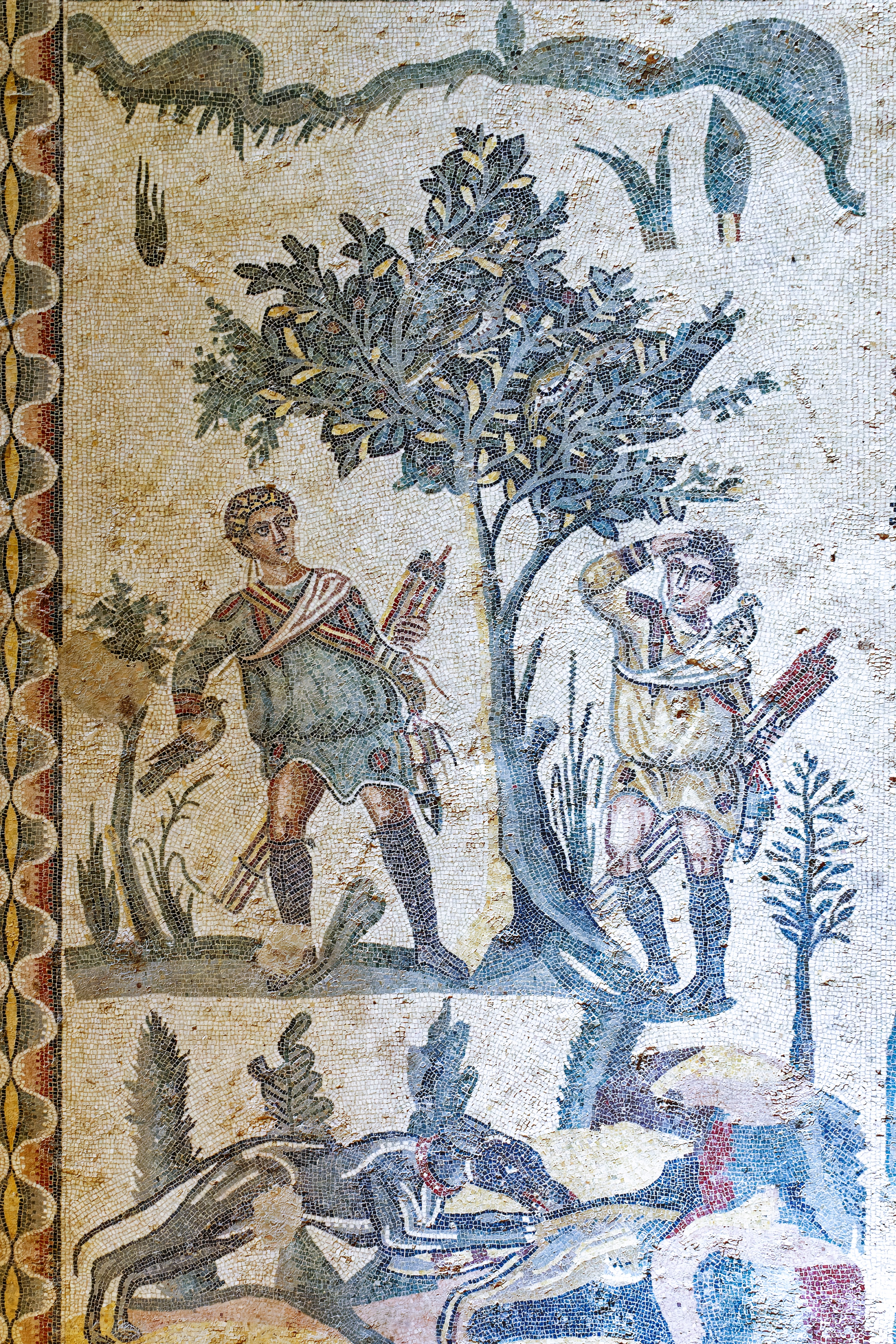
Jagd auf Vögel

Der nächste Raum, der sich auf der Nordseite des Peristyls befindet, war vielleicht ein Winterspeisesaal (coenatio). Dieser Raum hat größere Maße als die anderen, verfügt über einen Eingang mit zwei Säulen und enthält das Bodenmosaik der „kleinen Jagd“. Es werden zwölf Szenen in vier Registern dargestellt:
Im obersten Register verfolgt ein Jäger mit seinen Hunden einen Fuchs. Darunter befindet sich eine Opferszene für Diana zwischen zwei Männern, die ein an einer Stange festgebundenes Wildschwein auf den Schultern tragen und einem dritten, der eine Ziege trägt. Im dritten Register zwei Männer, die Geflügel im Geäst eines Baums beobachten, daneben eine große Szene mit einem Bankett des Besitzers mit seinen Pagen im Wald und einem Jäger, der einen Hasen mit einem venabulum (Spieß) bedroht. Unten der Fang dreier Hirsche mit einem Netz und die dramatische Szene eines Wildschweins, das einen Mann in einem Sumpf verletzt hat. Erwähnenswert sind zwei Sklaven, die hinter einem Stein versteckt sind: Einer versucht, das Tier mit einem Stein zu treffen, der andere hält sich vor Angst die Hand vor die Stirn.

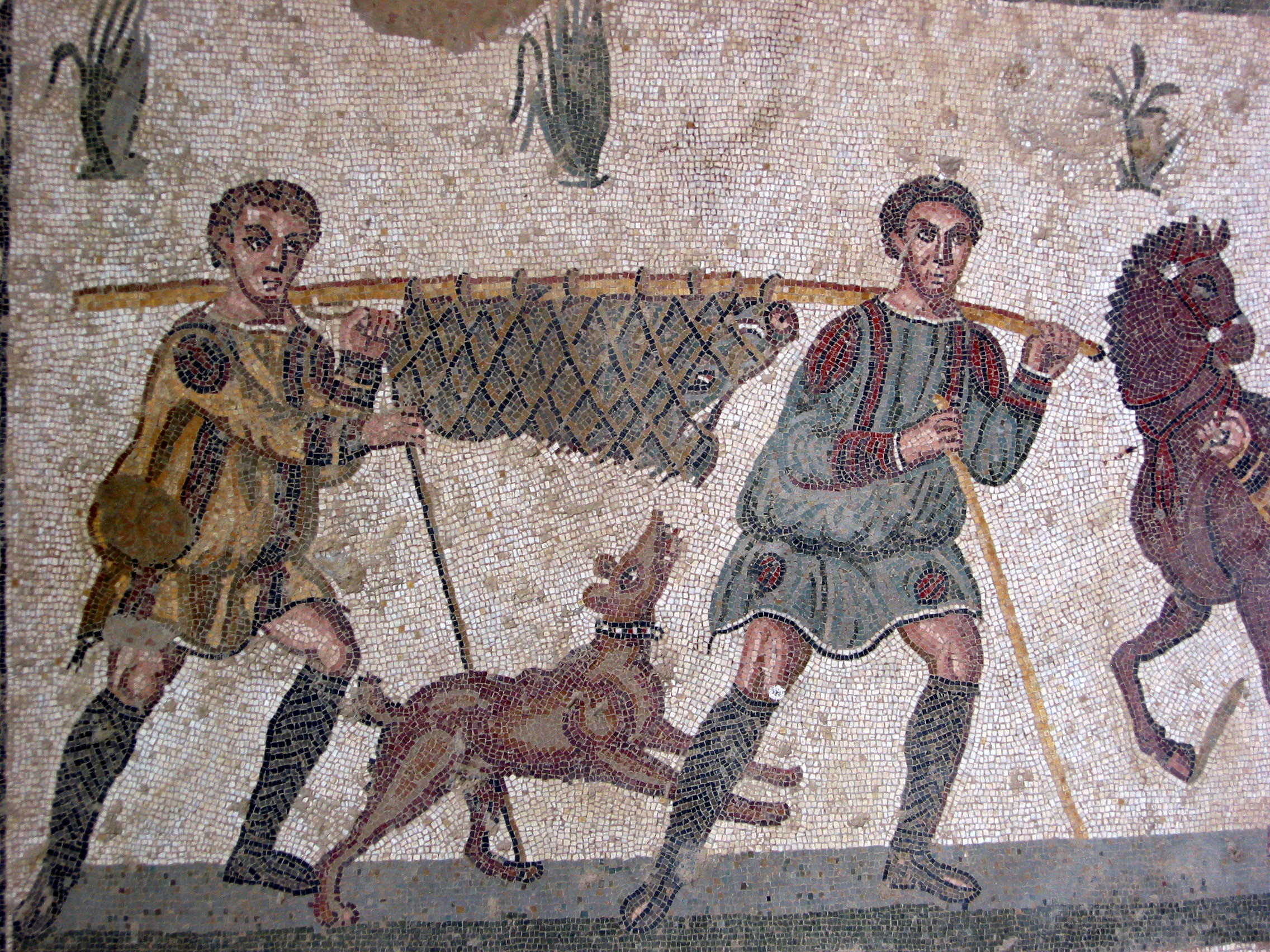
Transport eines Wildschweins

Die Jagd (venatio), wie sie hier dargestellt ist, war sicherlich Teil des täglichen Lebens des Hausherrn. Das Opfer für Diana, die für einen guten Ausgang der Jagd zuständig war, ruft die Opferszene des Hadrian auf dem Konstantinsbogen in Erinnerung. Die Zusammensetzung der Darstellung ist typisch für die Spätantike: der Opfernde und die Helfer sind in Frontalansicht dargestellt, die Äste der Bäume befinden sich symmetrisch zu beiden Seiten der Szene und ein Zelt (velarium) erzeugt einen Raum des Respekts für die Hauptperson. Ihre Funktion ist analog zum Ziborium der frühchristlichen Kirchen. Die Jagdszene entstammt dem für den gesamten westlichen Mittelmeerraum typischen Repertoire, die sich um die Zentralepisoden des Opfers und des Banketts ordentlich und symmetrisch anordnen. Die Zusammensetzung scheint dem nordafrikanischen Repertoire zu entstammen. Es finden sich Ähnlichkeiten zum Mosaikstil des „Haus der Pferde“ in Karthago und wegen der kompositorischen und ikonografischen Eigenschaften zu einer Villa in Hippo. Es ist möglich, dass die Mosaiklegemeister aus der römischen Provinz Africa, vielleicht aus Karthago stammten.

### Der Gang der großen Jagd

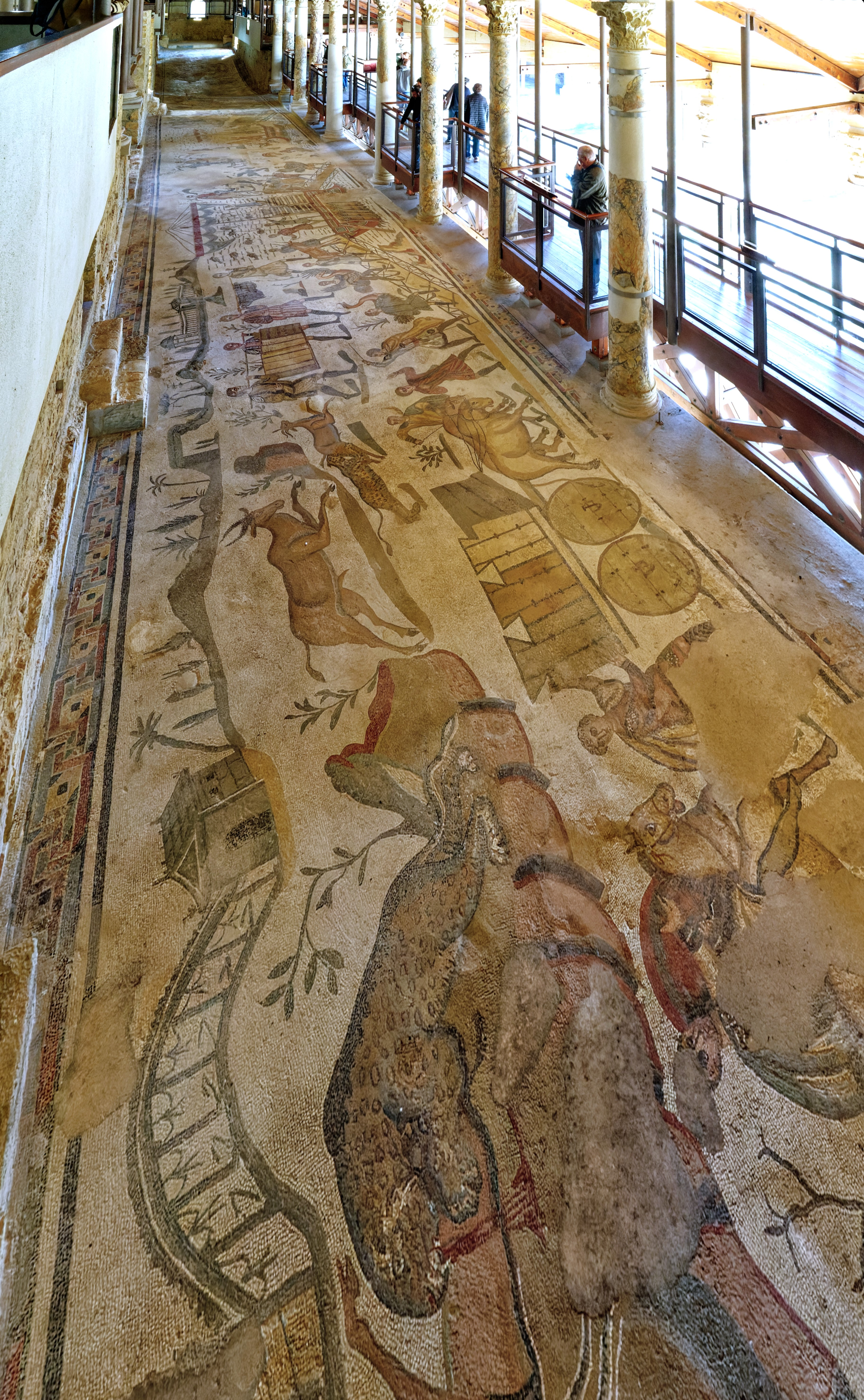
Gang der großen Jagd

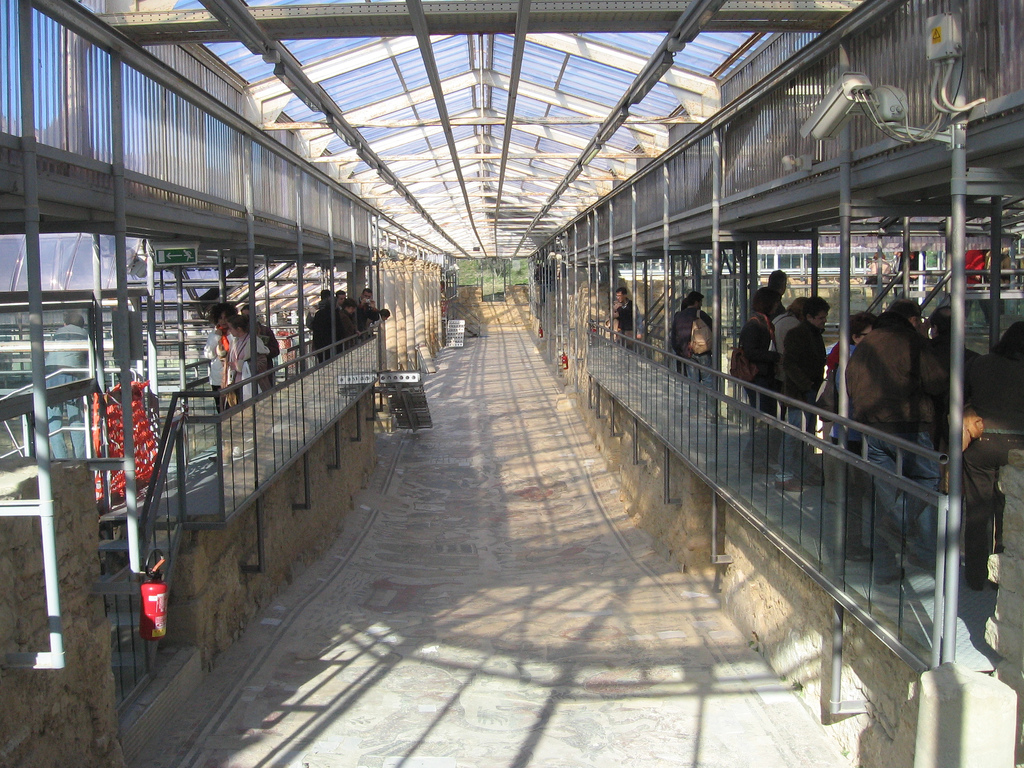
Ansicht von Süden

Vom hinteren östlichen Teil des Peristyls gelangt man zum „Gang der großen Jagd“ mit 65,93 Metern Länge und 5 Metern Breite, dessen beide Seiten von Apsiden abgeschlossen werden. Dieser Gang stellt ein Verbindungs- und Trennungsglied zwischen dem öffentlichen und dem privaten Teil der Villa dar. Durch ihn gelangt man in die große Basilika und die herrschaftlichen Räume. Seine Wichtigkeit wird durch den Portikus, durch den man von der Mitte in das Peristyl gelangt und durch eine leichte Erhöhung unterstrichen. Vom Nord- und Südarm des Peristyls führen zwei Stufen in den Gang, denen eine dritte zur Basilika folgt.
Im Gegensatz zu seinem Namen ist das Thema des Bodenmosaiks eine große Tierfangaktion für die Spiele in Rom: Kein Tier wird getötet und die Jäger benutzen ihre Waffen nur zur Verteidigung. Man unterscheidet aufgrund der verschiedenen technischen Charakteristiken und der offensichtlichen Brüche in der Zusammensetzung des Mosaiks sieben verschiedene Szenen, die von zwei verschiedenen Gruppen von Mosaiklegern ausgeführt worden sind.
Die ersten drei Szenen sind in kleinen (5–6 mm), sehr regelmäßigen quadratischen Steinen ausgeführt, die Farbglasuren aufweisen. Es finden sich nur wenig verschiedene Gesteine, aber etwa fünfundzwanzig verschiedene Farben.
Die verbleibenden Szenen in der südlichen Hälfte des Gangs sind in größeren Steinen (6–8 mm) und weniger detailreich ausgeführt. Es finden sich mehrere Gesteinsarten und insgesamt fünfzehn verschiedene Farben.
Der stilistische Unterschied zwischen den beiden Teilen des Gangs ist recht offensichtlich. Während in der südlichen Hälfte die Figuren trocken, schematisch und arm an Volumen sind, zeigen sich die der nördlichen Hälfte plastisch und naturgetreu in der Darstellung der Personen und der Tiere. Möglicherweise ist die südliche Hälfte das Werk einer konservativeren Werkstatt, die sich treu an den stilistischen Kanon des dritten Jahrhunderts und die Figurensprache des Westens hielt, während die nördliche Hälfte von einer progressiveren Werkstatt ausgeführt wurde, deren Ausdrucksweise mehr dem vierten Jahrhundert entspricht. Vermutlich haben diese Künstler griechische oder kleinasiatische Einflüsse verarbeitet.
Die erste Szene zeigt den Fang verschiedener Tiere, von denen jedes in einer anderen Provinz Afrikas dargestellt zu sein scheint. Eine Ausnahme bildet Tripolitanien. Soldaten, die man im Mosaik an ihrer Kleidung erkennt, fangen einen Leoparden in Mauretanien mit einer Methode, wie sie in der Historia Augusta beschrieben wird: Ein Köder lockt ihn in eine Falle. In Numidien fangen Reiter in Satteln eine Antilope. In Bizacena wird ein Wildschwein in einem Sumpf gefangen, den man vielleicht als den Lacus Tritonis südlich von Hadrumetum identifizieren kann.

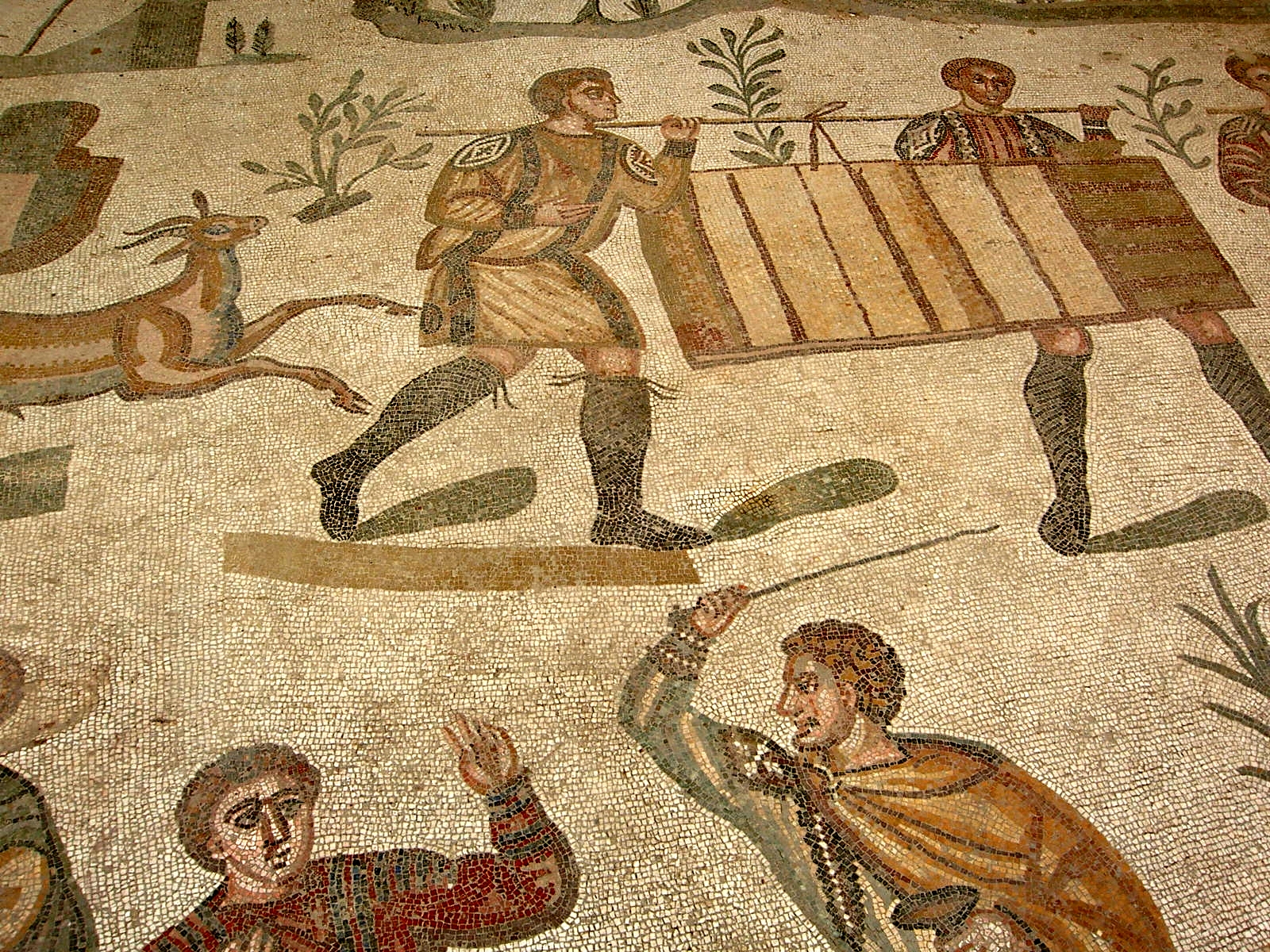
Ausschnitt der zweiten Szene

In der zweiten Szene in einem Hafen vor einem luxuriösen Gebäude im Hintergrund, vielleicht einer Strandvilla, überwacht ein Reiter, möglicherweise ein Angestellter der kaiserlichen Post, den Transport einer schweren Last. Vier Männer tragen einige verschnürte oder in Kisten verpackte Tiere auf den Schultern, ein Aufseher peitscht einen Sklaven und andere Diener ziehen Strauße und Antilopen auf ein Schiff. Die Forschung ist sich einig, dass hier der Hafen Karthagos dargestellt ist, an dessen Hafenforum zur antoninischen Zeit ein achteckiges Gebäude und ein Tempel mit halbkreisförmigen Portikus standen, die der Architektur im Hintergrund dieser Szene ähneln.
In der dritten Szene, die sich vor dem Eingang der Aula mit der Apsis befindet, sieht man ein Stück Land zwischen zwei Meeren. In der Mitte beobachtet eine Gruppe von drei Personen das Entladen von Tieren von zwei Schiffen, die von zwei Seiten kommen. Wegen der prominenten Stellung sah man in dieser Gruppe die Darstellung der Tetrarchen oder Maxentius (Sohn des Tetrarchen Maximian) mit zwei hohen Beamten, oder auch einen procurator ad elephantos (kaiserlicher Beauftragter für die Tiere in den Spielen) mit zwei Angestellten. Das Land zwischen den beiden Meeren ist mit Sicherheit Italien, und vielleicht ist hier Ostia, der Hafen Roms dargestellt. Das gleichzeitige Entladen der beiden Schiffe ist ein Beispiel für den in der Spätantike typischen Erzählstil.
Die vierte Szene zeigt die Verschiffung der Tiere in einem östlichen Hafen, vielleicht in Ägypten, wie es die Darstellungen eines Elefanten, eines Tigers und eines Dromedars vermuten lassen. Die Jäger tragen Beinkleider orientalischen Stils.

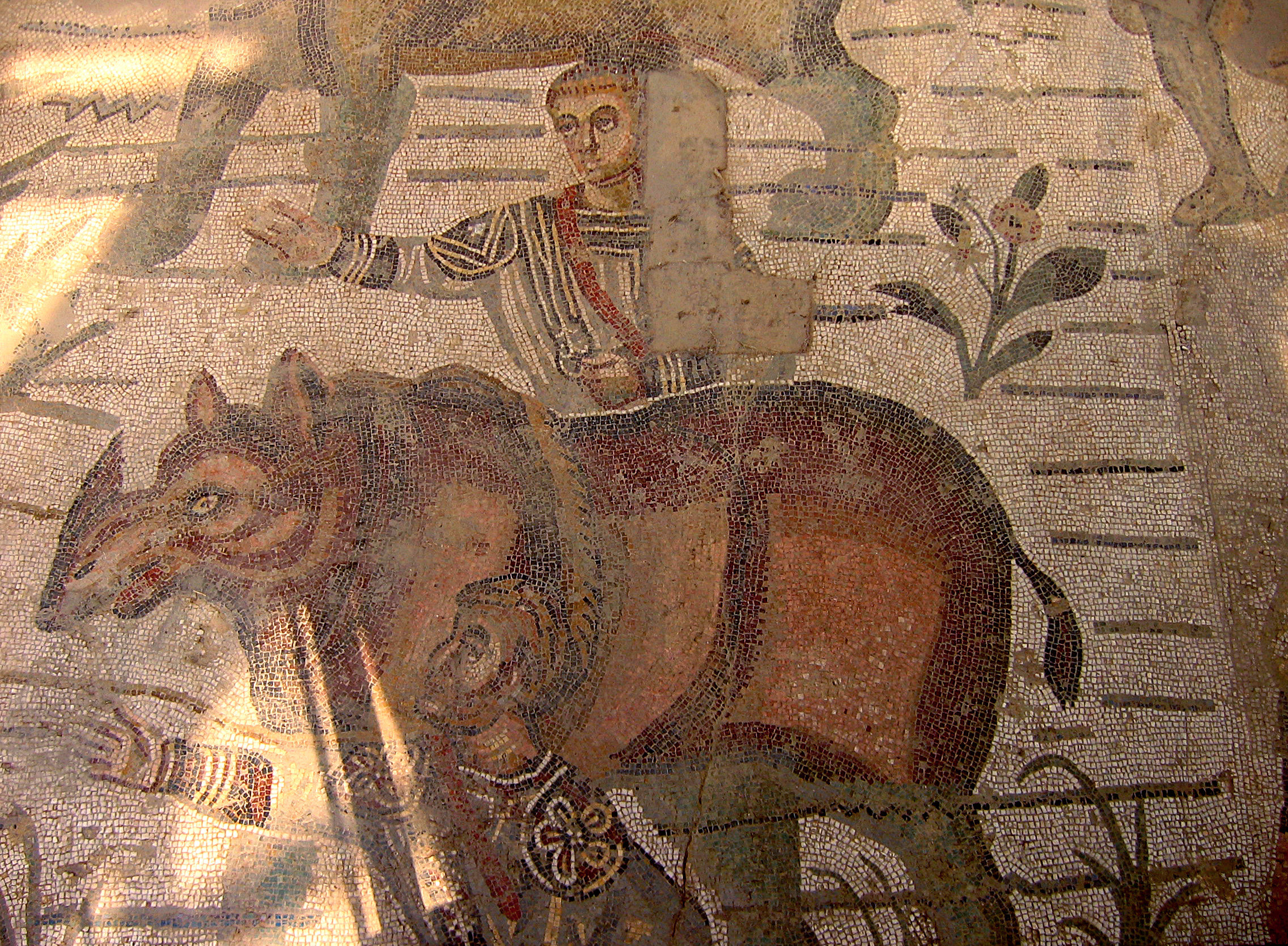
Fang eines Nashorns

Die fünfte Szene stellt den Fang von Nashörnern am Nil mit Fallen dar. Es sind typische rote Blumen und charakteristische Pagodengebäude zu sehen.
Die sechste Szene zeigt im oberen Teil den Kampf zwischen wilden Tieren und einen Löwen, der einen Mann angreift und deswegen getötet wird. Darunter erwartet eine Person gehobenen Alters mit ehrenvollem und autoritären Ausdruck, flankiert von zwei Soldaten mit Schilden die Ankunft einer geheimnisvollen Kiste, die den Greifen enthalten könnte, der am Ende des Korridors dargestellt wird.
Die siebte Szene stellt den Fang eines Tigers in Indien mit einer List dar, die von Claudian und dem heiligen Ambrosius überliefert wird. Eine Kristallkugel wird dem Tiger zugeworfen. Das Tier sieht das eigene Spiegelbild in der Kugel, glaubt eines seiner Jungen zu erblicken und wendet seine Aufmerksamkeit von den Jägern ab, die es ohne Schwierigkeiten fangen können. Die letzte Episode, die wegen ihrer Einzigartigkeit die Aufmerksamkeit vieler Forscher auf sich gezogen hat, zeigt den Fang eines Greifen mit einem menschlichen Köder.
In den Apsiden der nördlichen und südlichen Enden des Ganges, die als Narthices oder Chalcidica (Wartebereiche) dienten, finden sich zwei weibliche Figuren. Die schlecht erhaltene nördliche Figur hält einen Speer in der rechten Hand und wird von einem Löwen und einem Leoparden flankiert. Es handelt sich vielleicht um die Personifikation Mauretaniens, oder, gröber gesehen, Afrikas. Die andere weibliche Figur besitzt olivgrüne Haut. Die sie umgebenden Tiere, ein kleinohriger Elefant, ein Tiger und ein Phönix weisen auf eine Personifikation Indiens hin. Von den ebenfalls dargestellten Ästen hängen formidines, rote Bänder, mit denen indische Jäger Tiger einfingen.
Die Darstellung einer Jagd oder eines Tierfangs ist ein relativ naheliegendes Thema für ein Jagdhaus und gehört im Allgemeinen zum typischen ikonografischen Repertoire königlicher oder aristokratischer Glorifizierung. Was die Jagd von Piazza Armerina jedoch einzigartig macht, ist die Darstellung bekannter Landstriche vom Westen bis zum Osten, mit Personifizierungen und charakteristischen Tierarten für jede Region. Somit wird dieses Mosaik wie eine Landkarte gelesen. Dies ist ein kaiserliches Attribut: Man glaubte, dass der Besitz von Kartenmaterial auf eine gewisse Weise den Einfluss des Souveräns auf jene Gegenden mehren könne. Darüber hinaus war eines der wiederkehrenden Themata der kaiserlichen Verherrlichung die Verbreitung des kaiserlichen Ruhms und seiner Ehre bis an die entferntesten Grenzen der Welt. So erklärt sich die Bedeutung der Fabelwesen wie dem Greifen und dem Phönix als Symbole der entferntesten und geheimnisvollsten Länder. Die Gründe dieser Themenwahl könnte man nur mit der sicheren Identifikation des Besitzers der Villa klären.
Was den Stil angeht, fügt sich das Mosaik der „großen Jagd“ perfekt in das künstlerische Umfeld des vierten Jahrhunderts ein. Man findet in der Tat eine Reihe von Ausdrucksmodulen, die sich auf dem Konstantinsbogen in Rom wiederfinden, wie die Frisuren der Figuren, die Aufteilung der Szenen auf zwei sich gegenüberliegenden Registern, die frontale Darstellungsweise, die Zweidimensionalität und die hierarchischen Proportionen, in denen der Erzählstil die Dimensionen landschaftlicher Elemente auf ein Minimum reduziert. Die sorgfältigen Dekorationen, die Liebe zum Detail, die lebendige Farbwahl (in der Kleidung der Diener, Jäger und Beamten, bei den Federn der Strauße) nehmen die Entwicklungen der byzantinischen Kunst vorweg, bei der Brokatstoffe und Schmuck die menschliche Figur überdecken. Unter dieser reichen Ausschmückung verbirgt sich bereits der grundlegende Verlust des Sinns für den organischen Naturalismus, wie es die Verwendung zufällig fallender und sicher von den Originalmodellen abweichender Schatten zeigt, zum Beispiel bei den Hufen der Ochsen, die den Karren in der Mitte des Mosaiks ziehen.

Details der großen Jagd
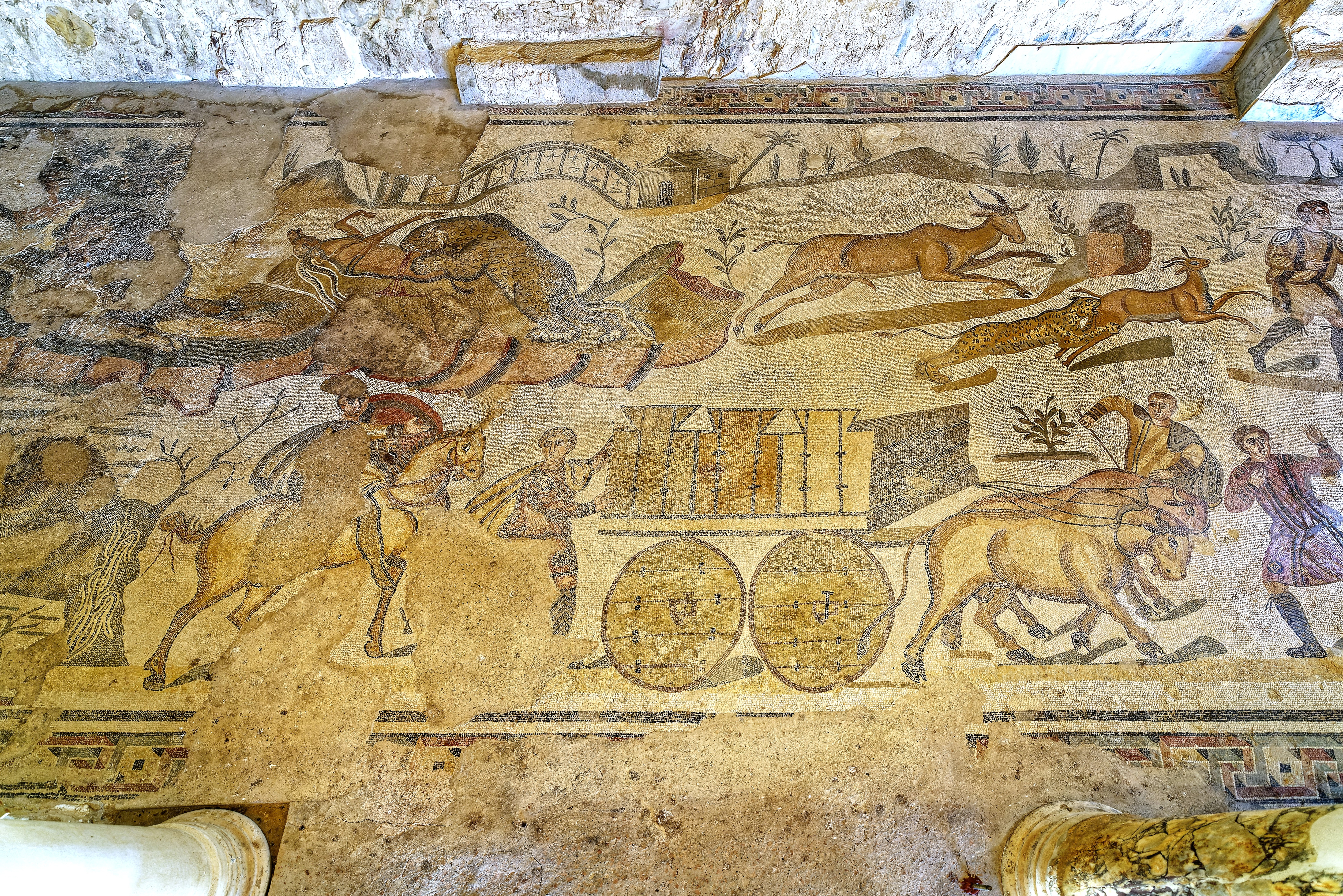
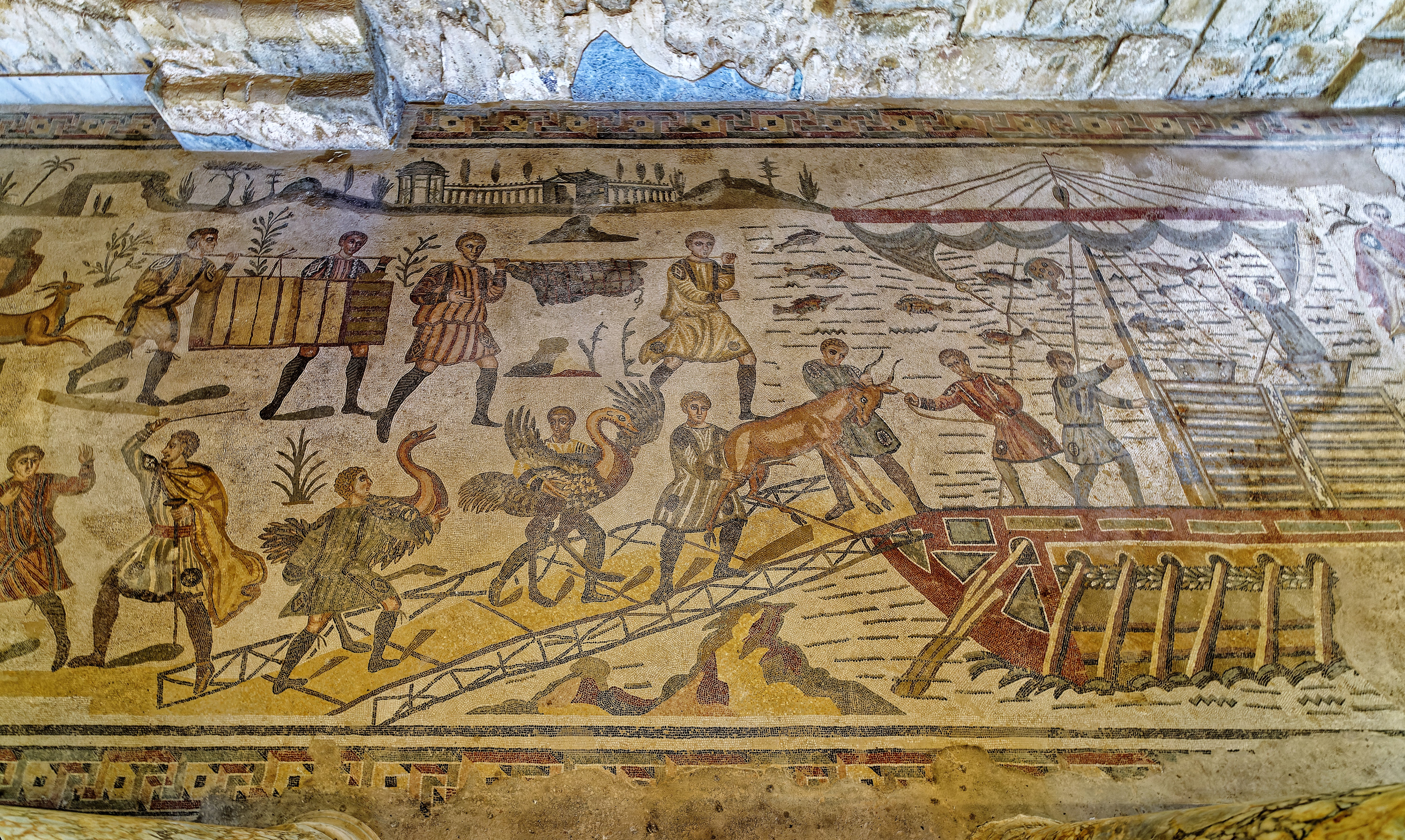
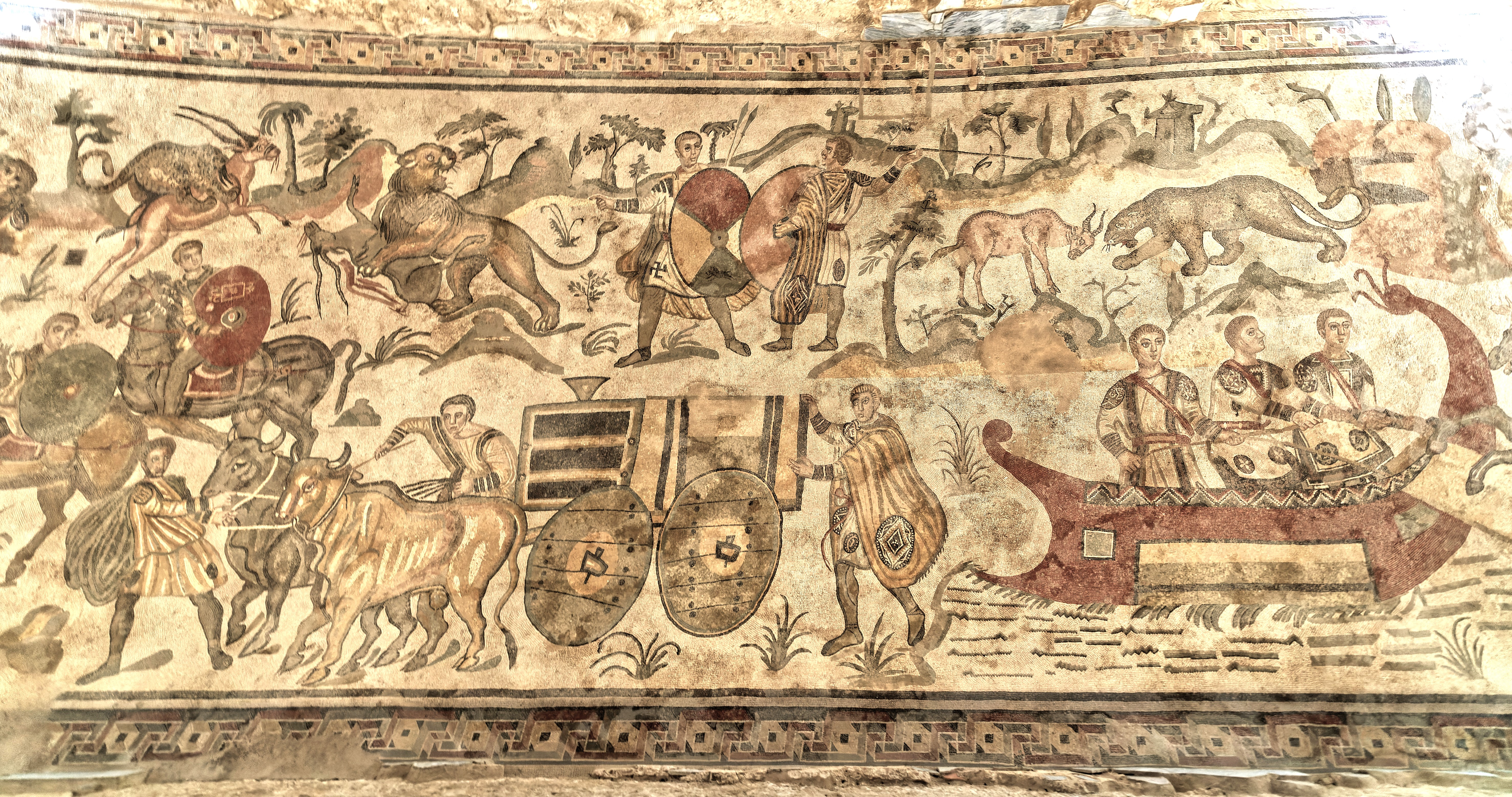
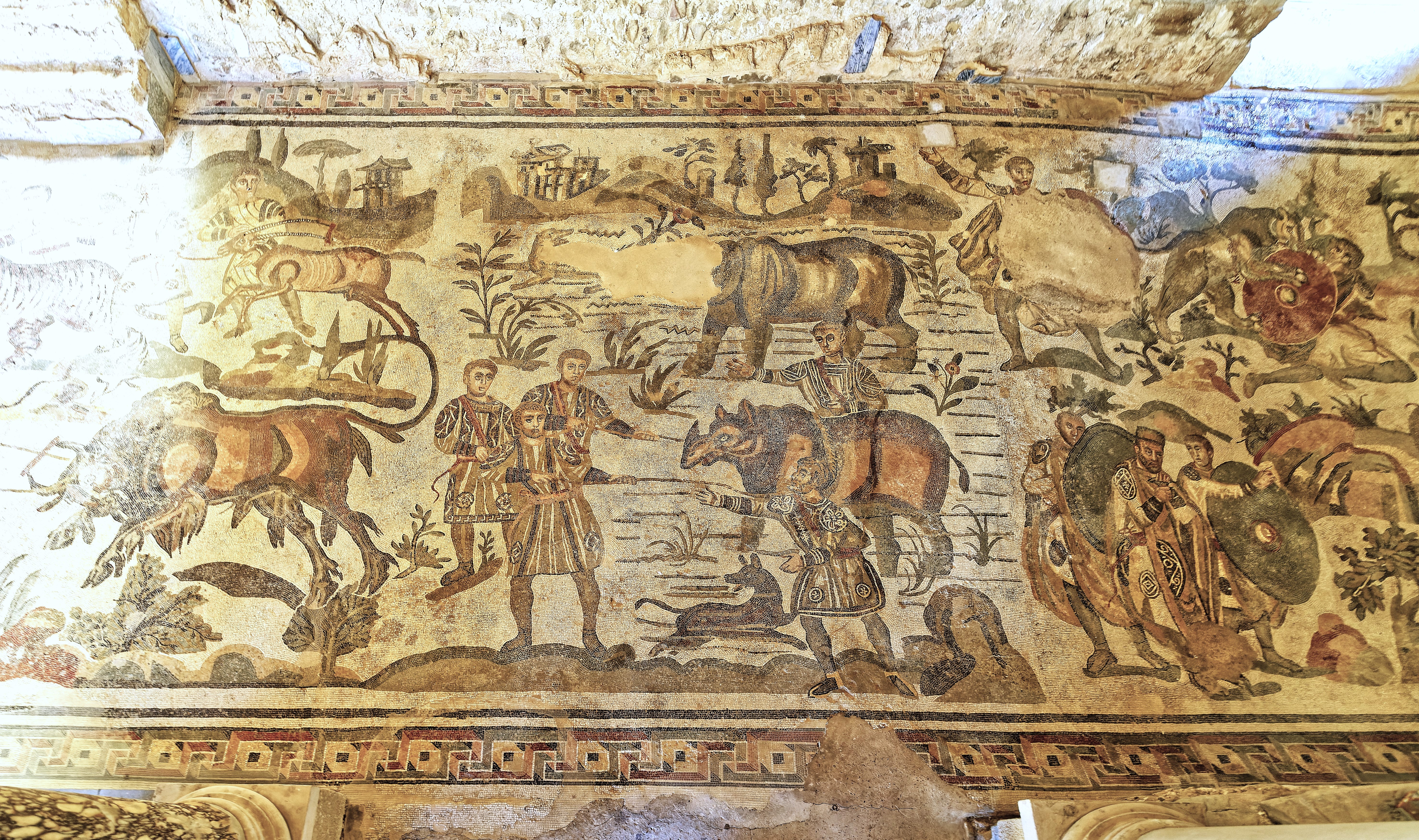
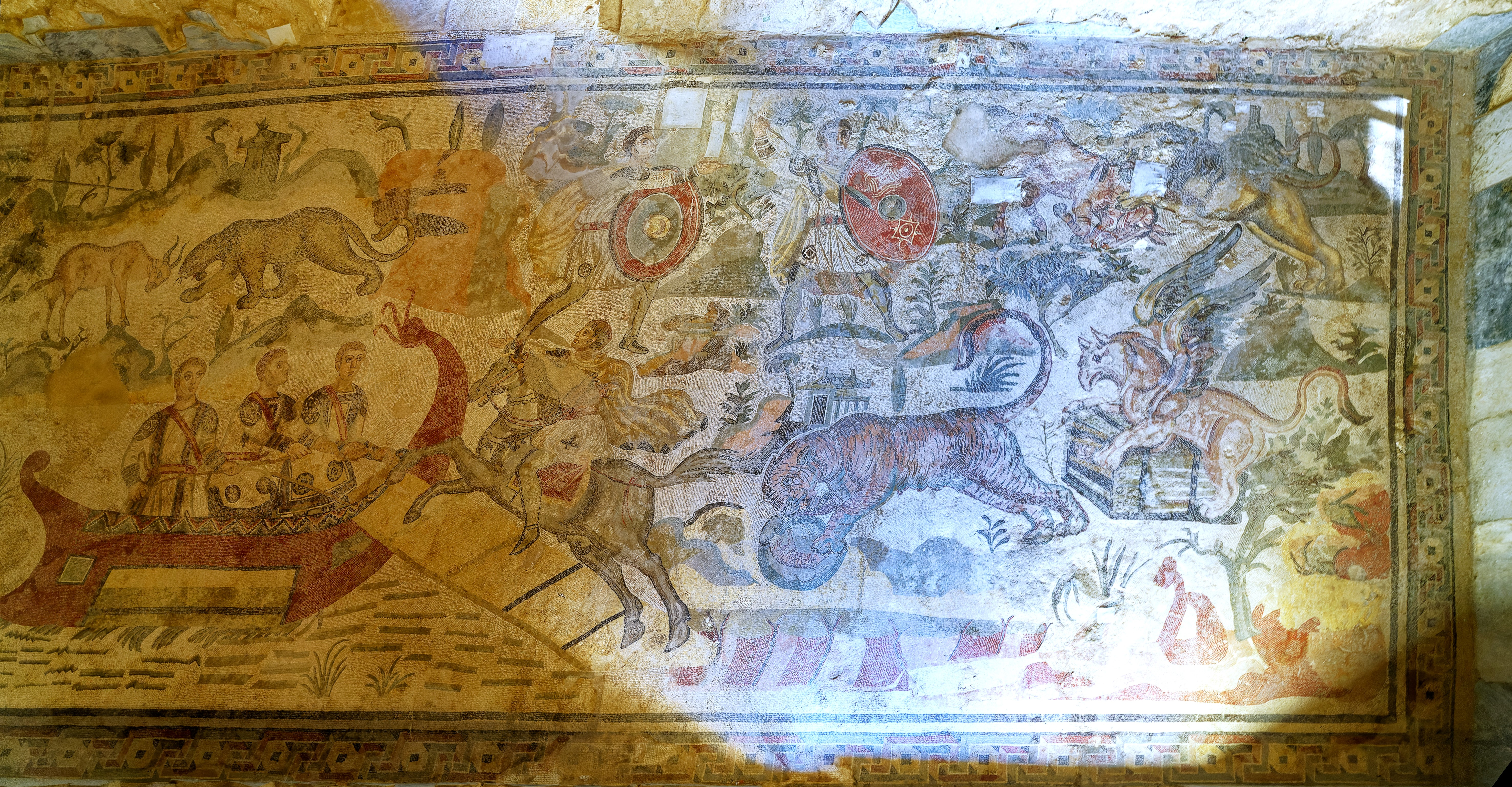

### Die Basilika

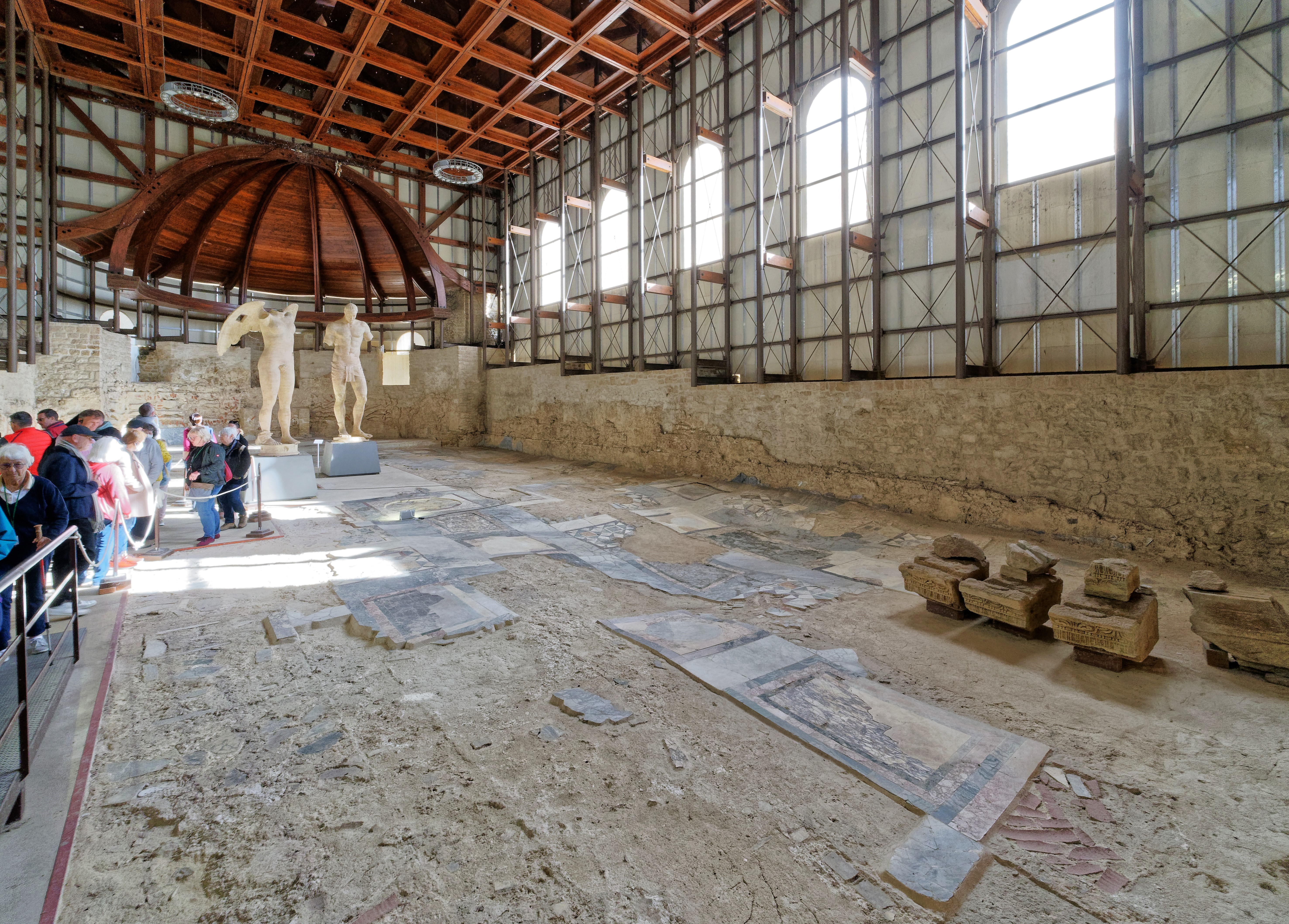
Böden und Wandteile der Basilika genannten Aula, mit rekonstruierter Decke

An der hinteren Seite des Gangs der großen Jagd befindet sich in der Mitte der durch vier Stufen erhöhte und durch zwei Säulen hervorgehobene Zugang zu einem großen Saal mit Apsis.
Die öffentliche Funktion dieser Aula, in der der Besitzer wahrscheinlich Audienz hielt und Besucher empfing, wird durch die besondere Gestaltung des Fußbodens mit Platten aus farbigem Marmor und Porphyr sehr deutlich. Der Saal befindet sich am Ende eines aufsteigenden Weges, der beim monumentalen Eingang beginnt. Der Gang der großen Jagd stellt eine weitere Stufe auf dem immer prunkvoller werdenden Weg zur Basilika dar. Ein Vergleich mit ähnlichen Beispielen, der „Villa von Portus Magnus“ in Algerien aus dem dritten Jahrhundert, der „Römischen Villa von Fishbourne“ in Sussex, dem „Prätorium“ von Lambaesis und der Konstantinbasilika in Trier weist diesem scheinbar überflüssigen Gang die Funktion eines Wartesaals zu. Eine ähnliche Lösung stellt in den folgenden Jahrhunderten der Narthex christlicher Kirchen dar, besonders in verschiedenen Gebäuden des griechisch-ägäischen Raums, die man auf die Zeit zwischen dem Ende des vierten und dem fünften Jahrhundert datiert, wo der Narthex, angeschlossen an den östlichen Arm des Atriums diesen in der Länge verdoppelt, genau so wie der Gang der großen Jagd am Peristyl. Diese Ähnlichkeiten haben zu hypothetischen Äußerungen über eine tatsächlich „liturgische“ Funktion der Basilika und der dazugehörigen Räume ähnlich den Audienzzeremonien des kaiserlichen Hofs in der Spätantike geführt.

### Die herrschaftlichen Räumlichkeiten im östlichen Teil
Auf der zur Basilika gewandten Seite befinden sich am Gang der großen Jagd die beiden herrschaftlichen Zimmerfluchten. Eine liegt im Norden, näher an den Dienstbotenzimmern und hat kleinere Ausmaße. Sie gehörte wahrscheinlich der Familie, also der Hausherrin oder dem Sohn des Besitzers. Das andere ist reicher geschmückt und gehörte wahrscheinlich dem Hausherrn selbst.

#### Räume nördlich der Basilika
Der erste Raum fungiert als Vorzimmer. Der Fußboden ist mit der Erzählung des Odysseus geschmückt, wie er Polyphem überlistet, als er ihm einen Weinkelch reicht. Malereien desselben Inhalts, die sich auf dem Palatin befinden, könnten auf eine Nachahmung hinweisen. In jedem Fall handelt es sich um einen Hinweis auf den kulturellen Hintergrund des Besitzers und seine Verbundenheit mit Rom.
Ein Zimmer mit Apsis schließt an das Vorzimmer an. Möglicherweise kann es als Speisezimmer (Triclinium) oder als Cubiculum mit einem alkovenförmigen Bett in der Apsis identifiziert werden. An den Wänden sind Darstellungen von Eroten und auf dem Boden ein geometrisches Mosaik, in dem sich Kreise mit Allegorien der vier Jahreszeiten und Fruchtkörben befinden. Die Apsis schmückt ein schuppenförmiges Motiv mit raffinierten und sehr naturalistischen Elementen.
Ein ebenfalls auf das Vorzimmer führendes Zimmer ist ein weiteres Cubiculum mit Alkoven. Der Fußboden ist mit vieleckigen Formen, stilisierten Sternen und Allegorien der Jahreszeiten in Kreisen gemustert, die ein Medaillon mit einem Liebespaar umgeben. Das Liebespaar stellt Adonis und Aphrodite dar. Die Schwelle des Alkovens zeigt Szenen spielender Kinder, während sich im Alkoven selbst eine geometrische Dekoration befindet.

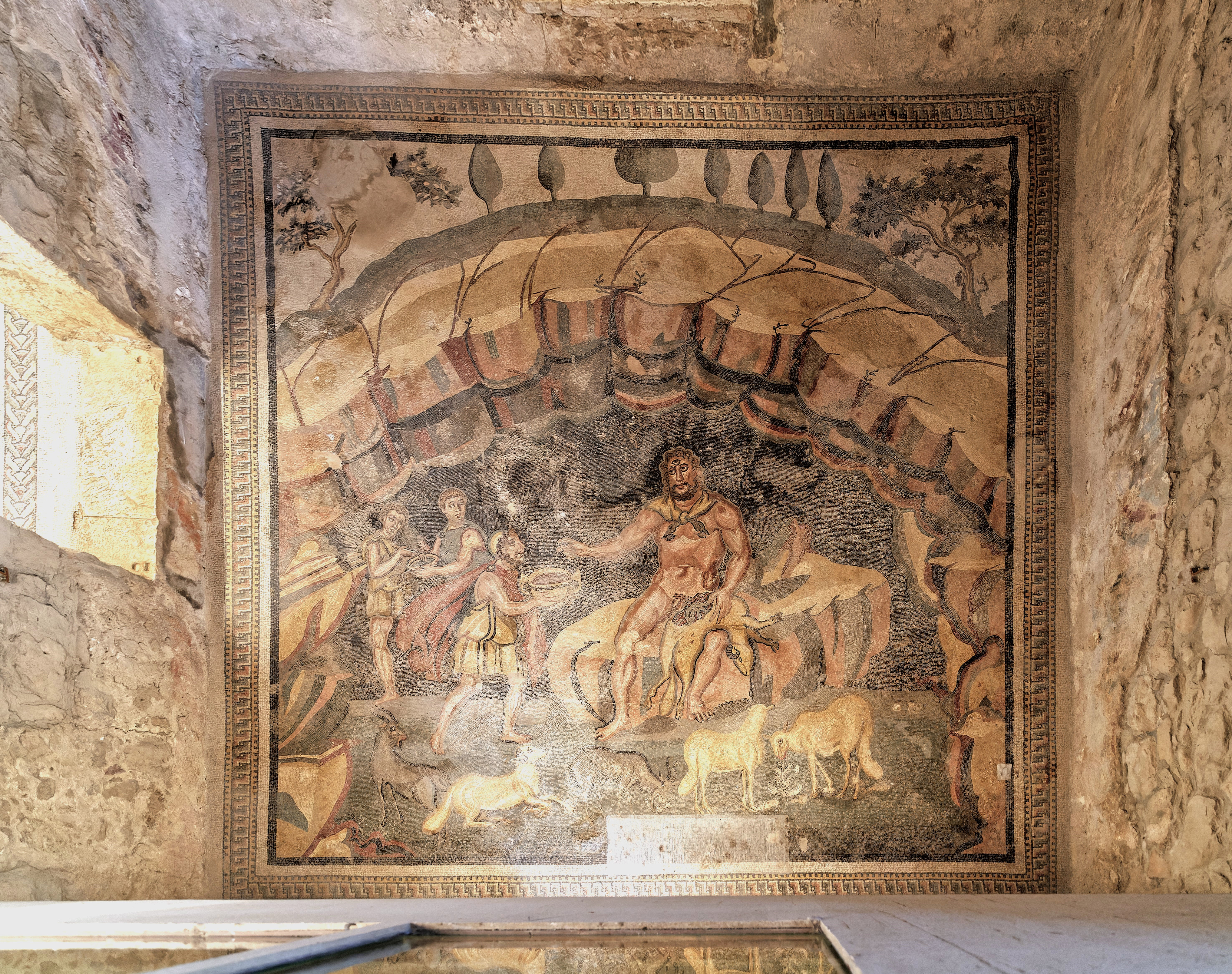
Odysseus und Polyphem
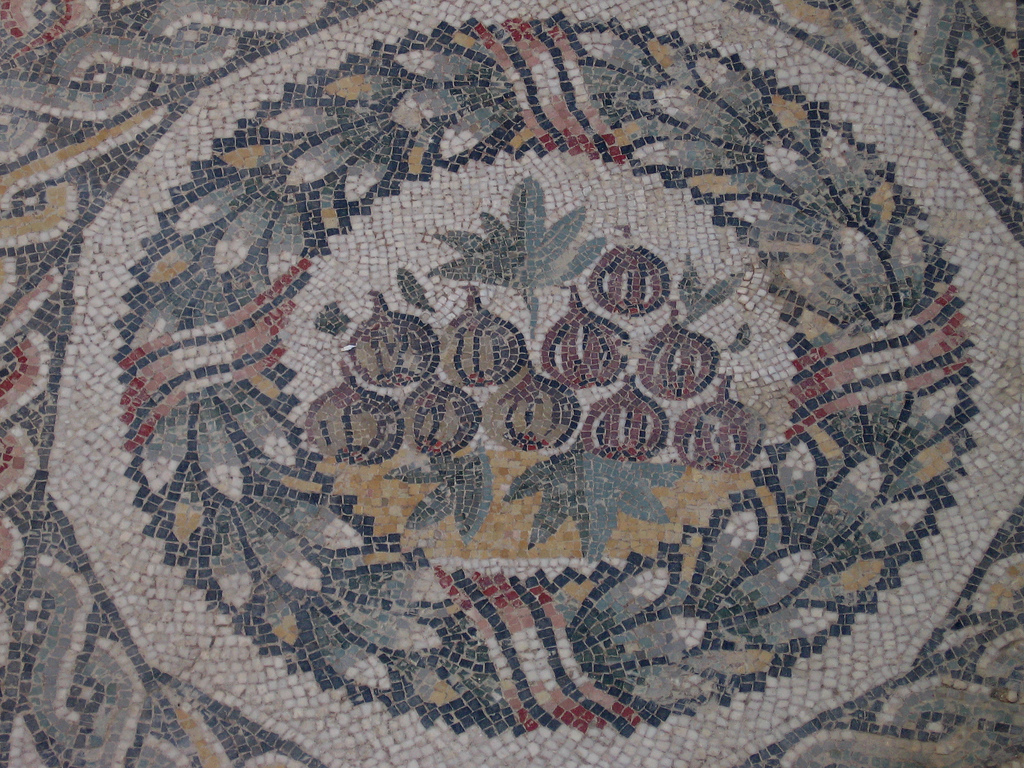
Feigen
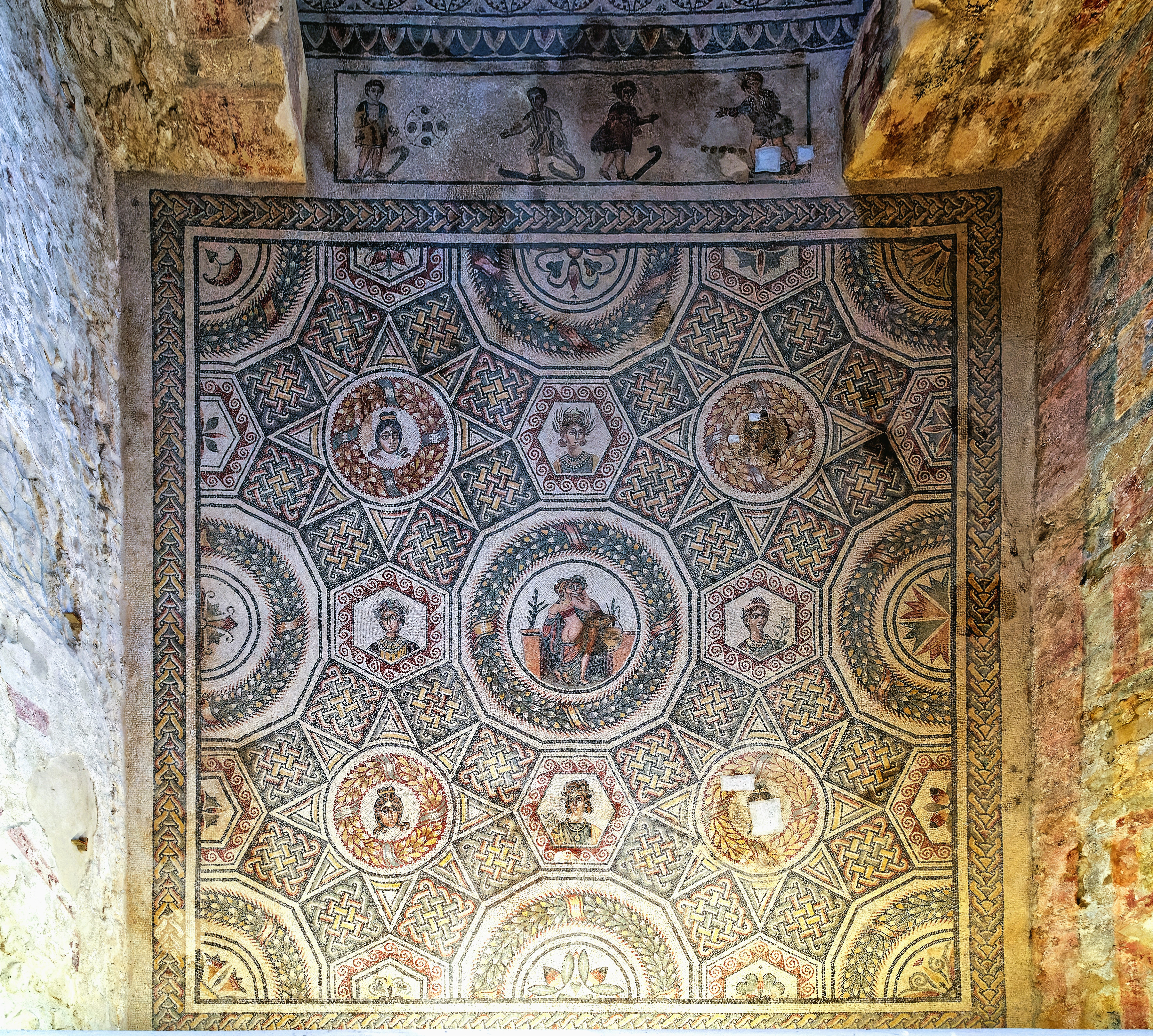
Das Cubiculum mit Eingang zum Alkoven
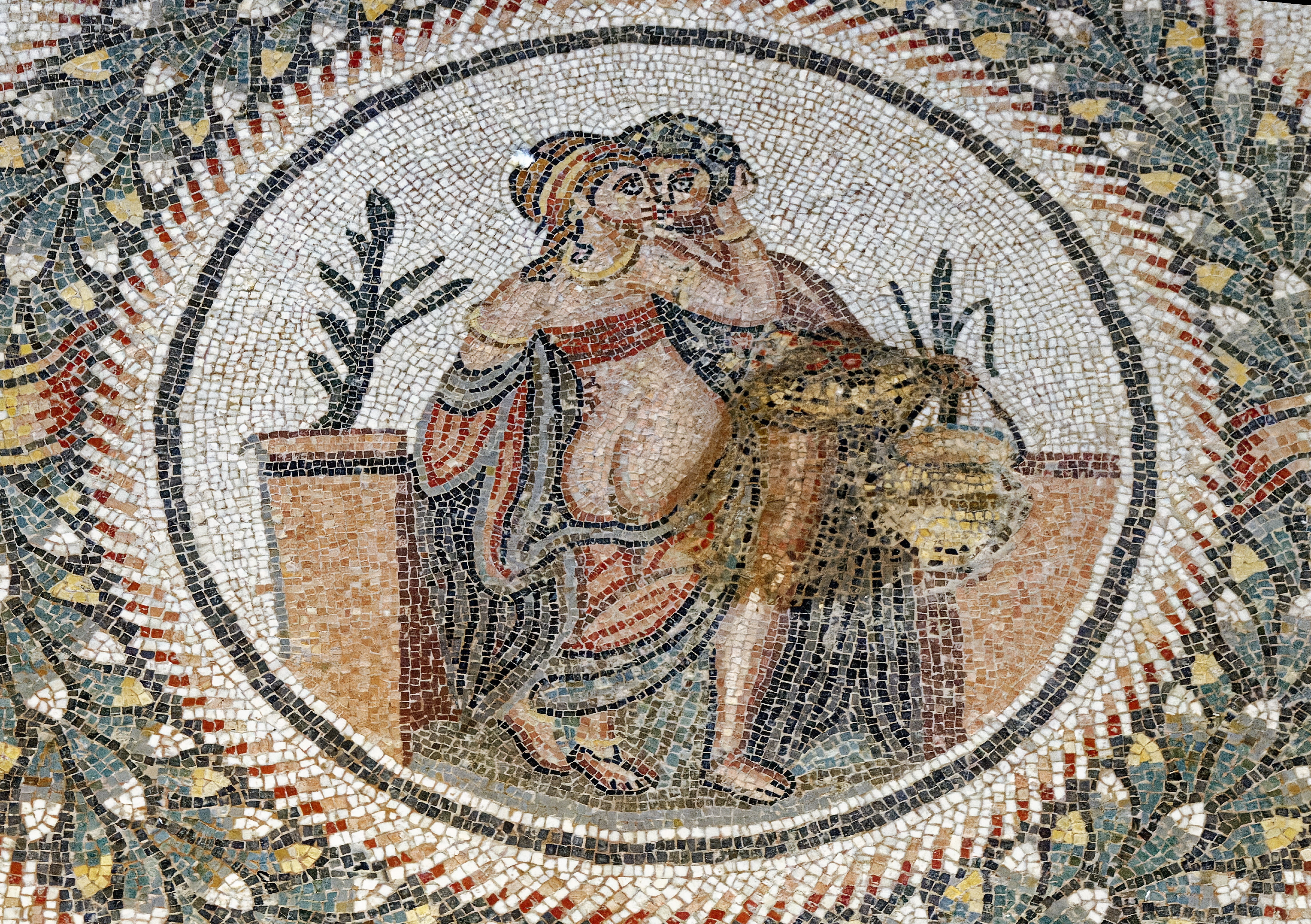
Detail des Mosaiks im Cubiculum

#### Räume südlich der Basilika

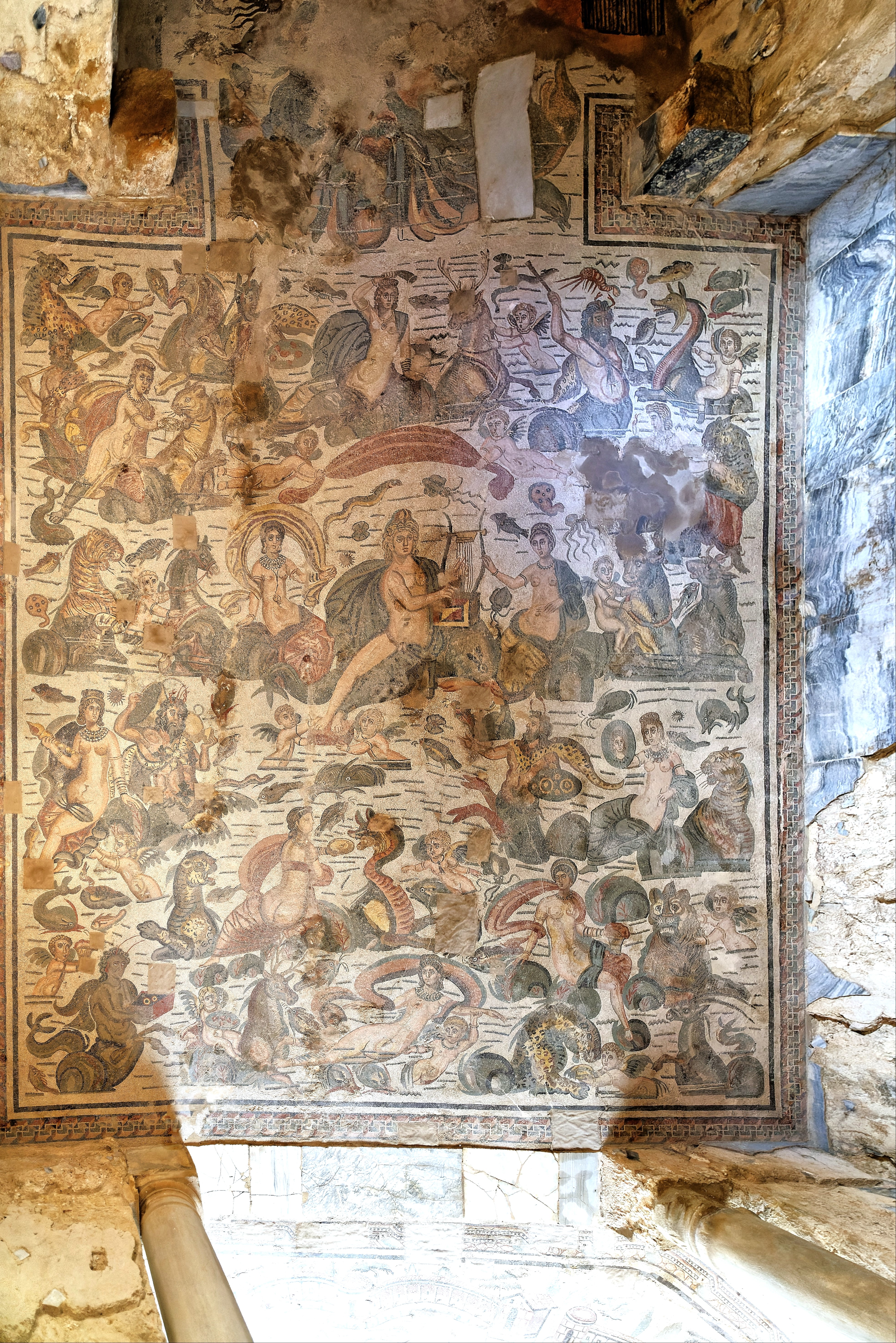
Arion von Lesbos lockt mit seinem Gesang fantastische Meereswesen

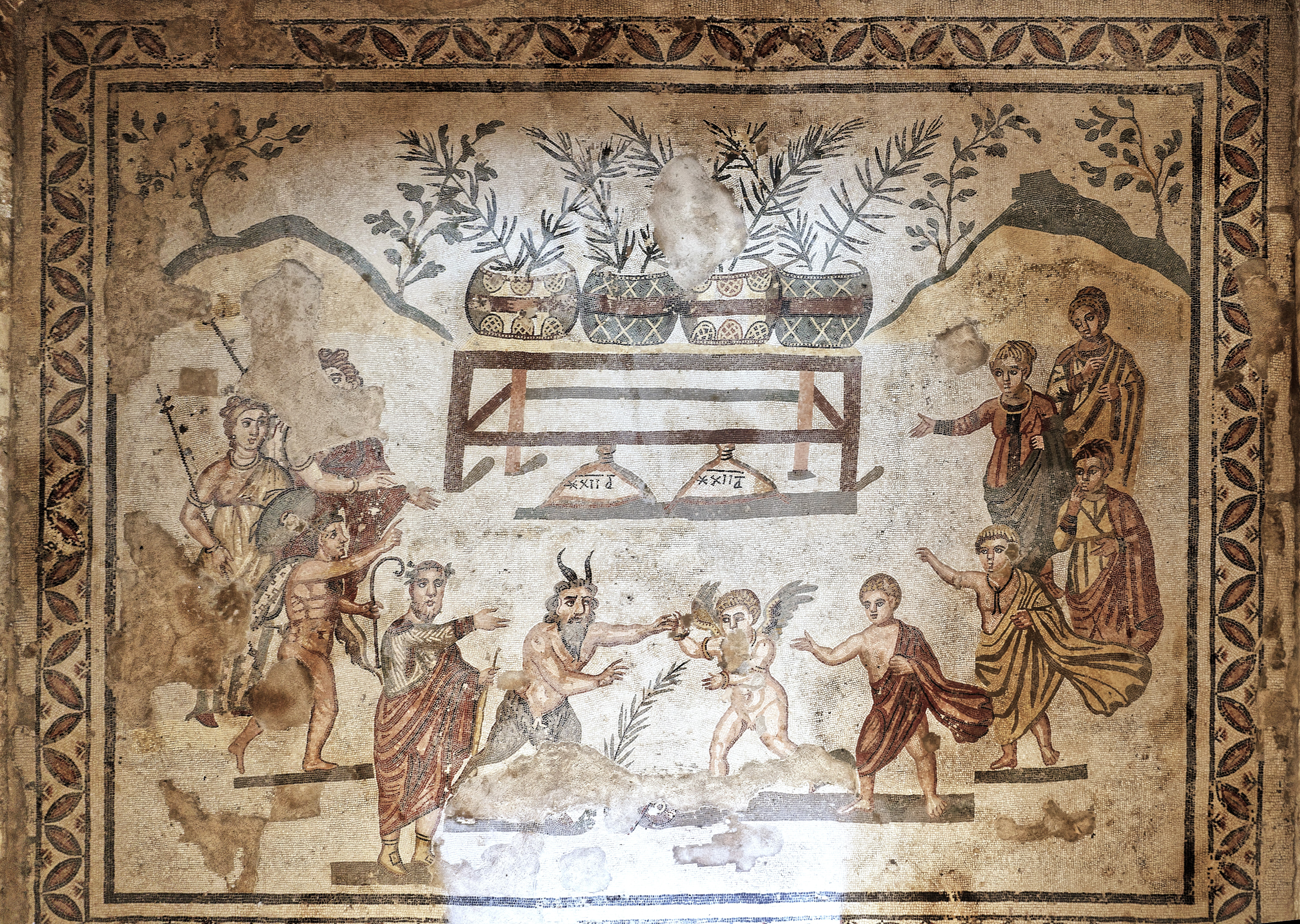
Eros und Pan

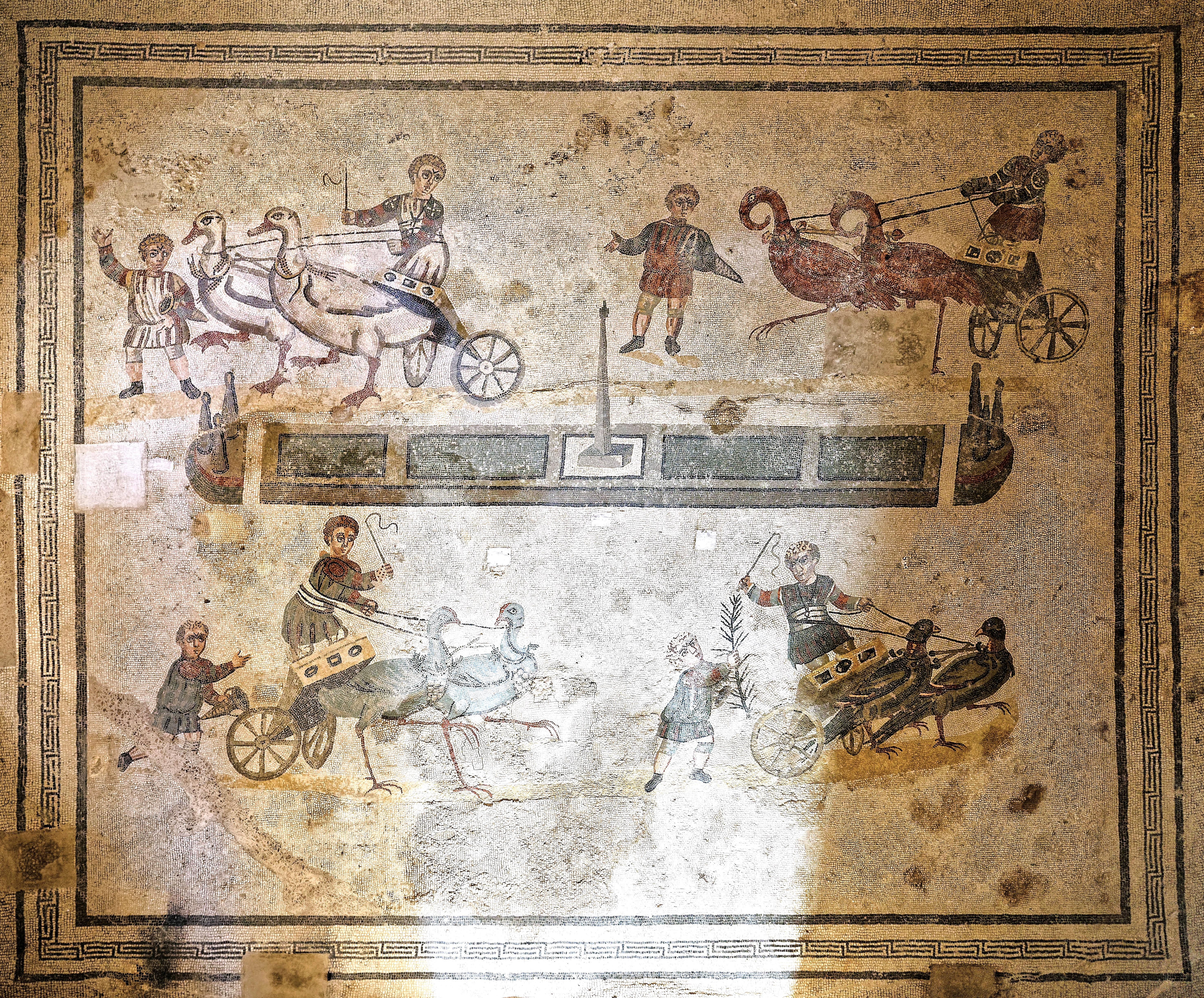
Wagenrennen der Kinder

Diese Räume führen über ein vorgeschobenes hufeisenförmiges Peristyl mit ionischen Säulen und einem Brunnen in der Mitte auf den Gang der Großen Jagd. Auf dem Fußboden befindet sich ein Mosaik mit einer Hafenansicht, die sich um fischende Eroten anordnet. Die Themenwahl ist der eines der nördlichen Räume ähnlich. Zwischen der nördlichen und der südlichen Hälfte dieses Mosaiks findet sich ein stilistischer Unterschied. Im Süden befinden sich weniger Bäume, das Meer wird eher mit geraden als mit Zickzacklinien dargestellt und die Gebäude im Hintergrund sind von vorne zu sehen und untereinander nicht verbunden. Hier wurden offensichtlich unterschiedliche Vorlagen verwendet.
Im hinteren Teil des Peristyls befindet sich ein großer Raum mit Apsis, bei dem es sich vielleicht um die Bibliothek des Besitzers handelt. Der Mosaikfußboden zeigt den Dichter Arion von Lesbos, der durch seinen Gesang Meerestiere, Tritonen und Nereiden anlockt. In der Apsis wird der Kopf des Okeanos dargestellt, umgeben von vielen verschiedenen Fischen. Der helmartige Haarschmuck der Nereiden gab Aufschluss über den Entstehungszeitraum wegen seiner Ähnlichkeit zu Münzdarstellungen der Kaiserinnen der konstantinischen Dynastie. Die Anordnung und die Bedeutung der Szene ähneln sehr dem Mosaik des Orpheus im Raum südlich des großen rechteckigen Peristyls.
Auf der linken, nördlichen Seite des hufeisenförmigen Peristyls befinden sich zwei zusammen gehörende Räume, ein Schlafzimmer mit rechteckigem Alkoven und ein Vorzimmer.
Im Vorzimmer findet sich ein Mosaik des Wettstreits von Eros und Pan, dem Jungen und Mädchen beiwohnen, bei denen es sich vielleicht um Verwandte des Besitzers handelt. Auf einem Tisch im Hintergrund liegen Kronen, die Preise für den Sieger. Hierbei handelt es sich um eine eher unbekannte Episode der Mythologie, die aber Teil der Kultur des Hausherrn war. Dieses Thema findet sich in der frühchristlichen Basilika von Aquileia wieder, die in derselben Zeit entstand.
Im Schlafzimmer befindet sich ein Mosaik mit jagenden Kindern. Die Szenen sind in mehreren Registern angeordnet, die Zwischenräume füllen wuchernde Äste mit Blättern und Früchten und Vögel aus. Unter den humoristischen Szenen sei die des stürzenden Jungen erwähnt, den eine Ratte in die Wade beißt, und die des Jungen, der vor einem Hahn flieht, ein Motiv, das sich in mittelalterlichen Darstellungen Arkadiens wiederfindet.
Auf der gegenüberliegenden, südlichen Seite befinden sich zwei ähnliche Räume, ein Vorzimmer und ein Schlafzimmer mit einem von einer Apsis abgeschlossenen Alkoven.
Den Boden des Vorzimmers bedeckt das sogenannte Kinderzirkus-Mosaik. In der Arena treten vier von Vögeln gezogene und von Kindern gelenkte Wägelchen gegeneinander an. Die Wagen und die davor gespannten Vögel wie weiße Gänse und rote Flamingos zeigen die Farben der Zirkusparteien. Ein Kind mit einem Palmwedel in der Hand hat die Aufgabe, den Sieger zu ehren. Eine Interpretation erkennt hier die Allegorie des Ablaufs der vier Jahreszeiten. Dem ähnlich sei die Darstellung von Sonne und Mond in Wagen auf dem Konstantinsbogen in Rom.
Das Schlafzimmer ist mit Agonen dekoriert: Auf drei Registern finden sich singende oder rezitierende Kinder. Auch hier, wie beim Mosaik von Eros und Pan, findet sich der Tisch mit den Siegeskronen im Hintergrund. In der Apsis flechten zwei Mädchen Girlanden aus Blumen und Blättern, was sich auf ein Frühlingsfest zu Ehren der Ceres beziehen könnte.
In den Mosaiken dieser Räume findet sich eine Synthese des gesamten ikonografischen Programms der Villa: Schläue und Dichtkunst (Eros und Arion) siegen über die bloße Kraft (Pan und die Meerestiere); das Jagdthema (die jagenden Kinder); der Zirkus (die Kinder auf den Wägelchen); Poesie und Musik (Agone, die auf den Wettstreit zwischen Eros und Pan und die Szenen mit Arion und Orpheus zurückgreift).

### Räume südlich des rechteckigen Peristyls

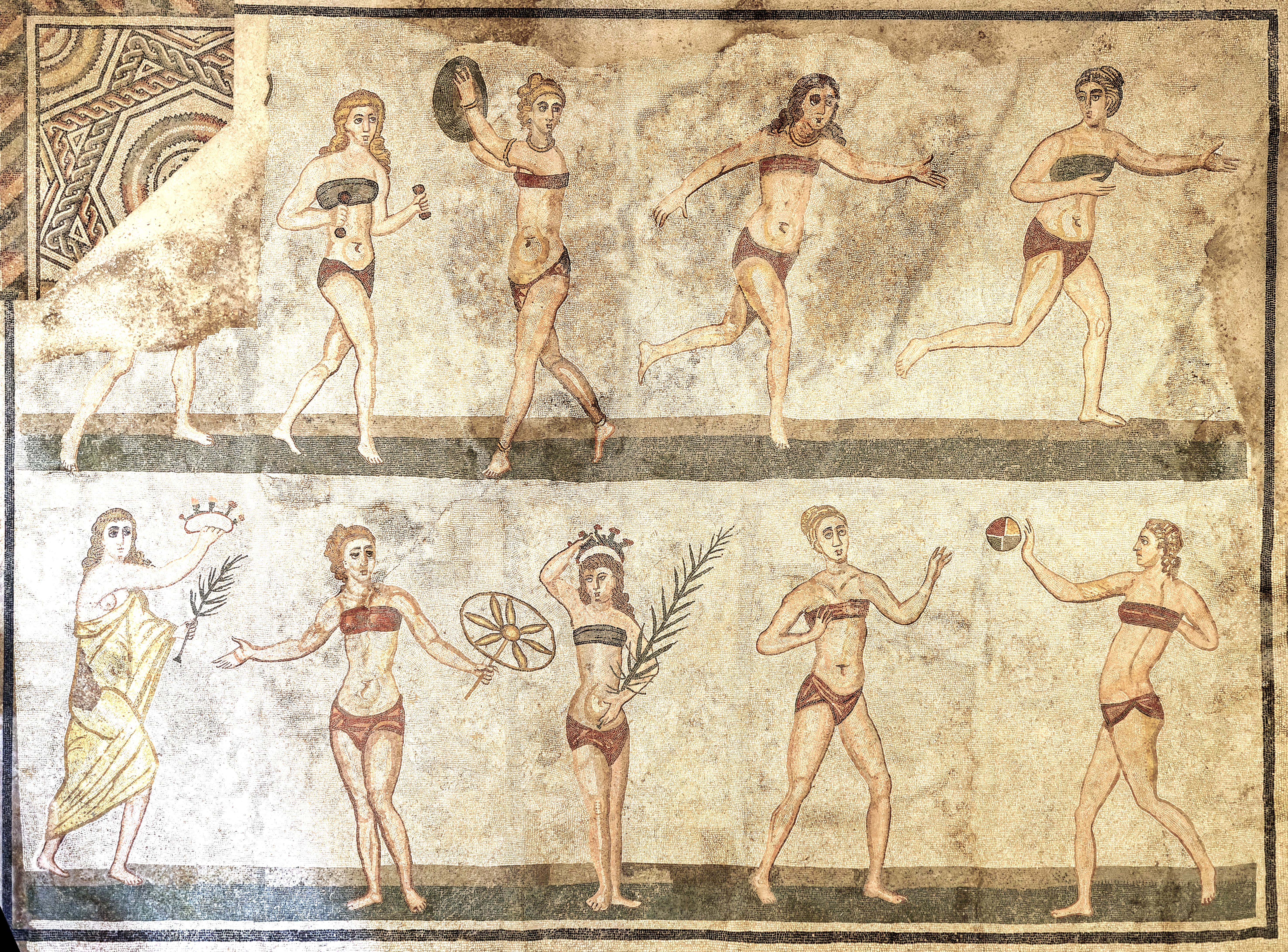
Das vollständige Mosaik der Mädchen im Bikini

Direkt angrenzend an die Treppen, die auf den Gang der großen Jagd führen, befinden sich am südlichen Gang des großen Peristyls zwei Diensträume, die ursprünglich mit geometrisch gemusterten Mosaiken ausgelegt waren. In einer späteren Bauphase wurde der eine Raum mit einem Mosaik ausgestattet, das als „Mosaik der Mädchen im Bikini“ bekannt wurde. Auf zwei Registern sind zehn junge Frauen beim Sport zu sehen.
Die Anordnung der Elemente im Saal des Arion in den nördlichen herrschaftlichen Räumen ist mit der des Orpheusmosaiks in einem Raum mit Apsis identisch, das sich hinter der Mitte des Säulengangs befindet. Seine Bedeutung wird durch den von zwei Säulen flankierten Eingang und den Brunnen in der Mitte des Raums unterstrichen. Vielleicht handelt es sich um ein Musikzimmer oder eine Bibliothek. Im Zentrum des Mosaiks befindet sich der mythische Dichter Orpheus, umgeben von mehr als 50 verschiedenen Tieren, unter denen sich auch ein Phönix befindet. Zwischen der Szene des Arion und der des Orpheus besteht ein enger konzeptioneller Zusammenhang: Beide zeigen die Beherrschung der Naturgewalt (die Meerestiere und die wilden Bestien) durch die Dichtkunst und den Gesang, also mit dem Geist. Diese Thematik wird auch in der Darstellung des Sieges des Odysseus über Polyphem durch List im Vestibül des nördlichen Appartements aufgegriffen. In der Mentalität der Zeit gehörte Musikalität zur Weisheit, und wilde Tiere waren oft Metapher für menschliche Leidenschaften, so zum Beispiel bei Lactantius.

Die Bikinimädchen im Detail
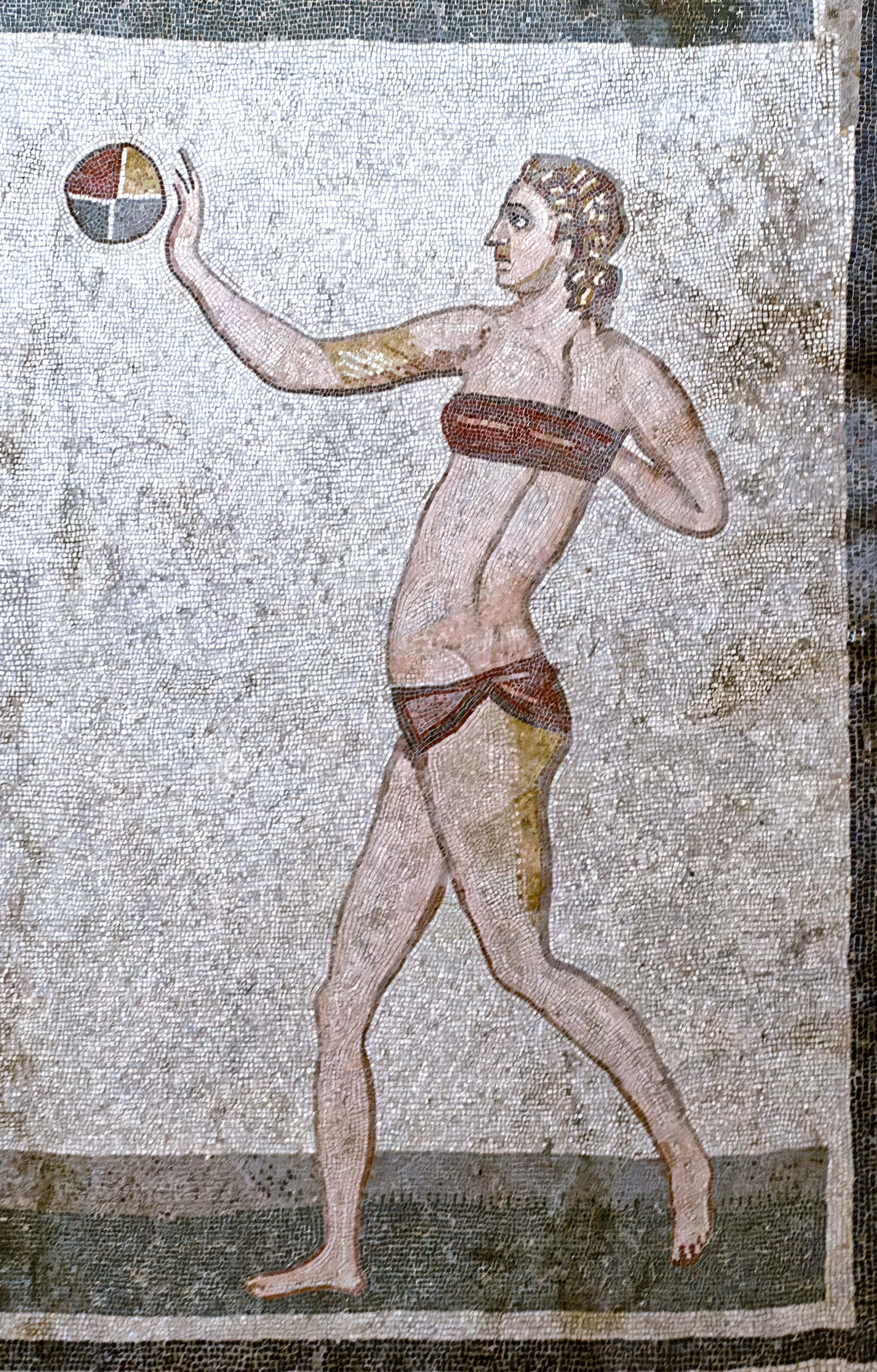
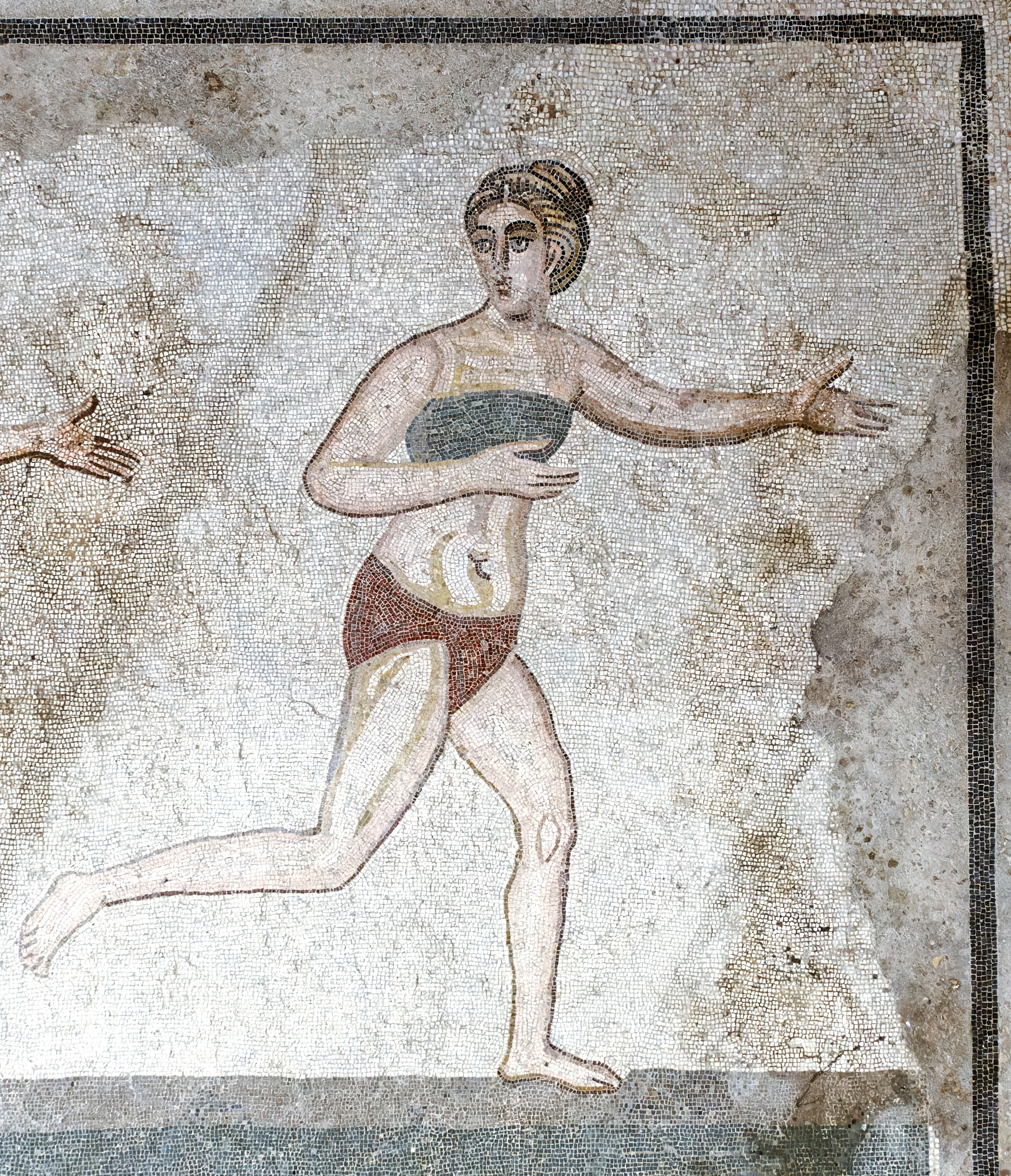
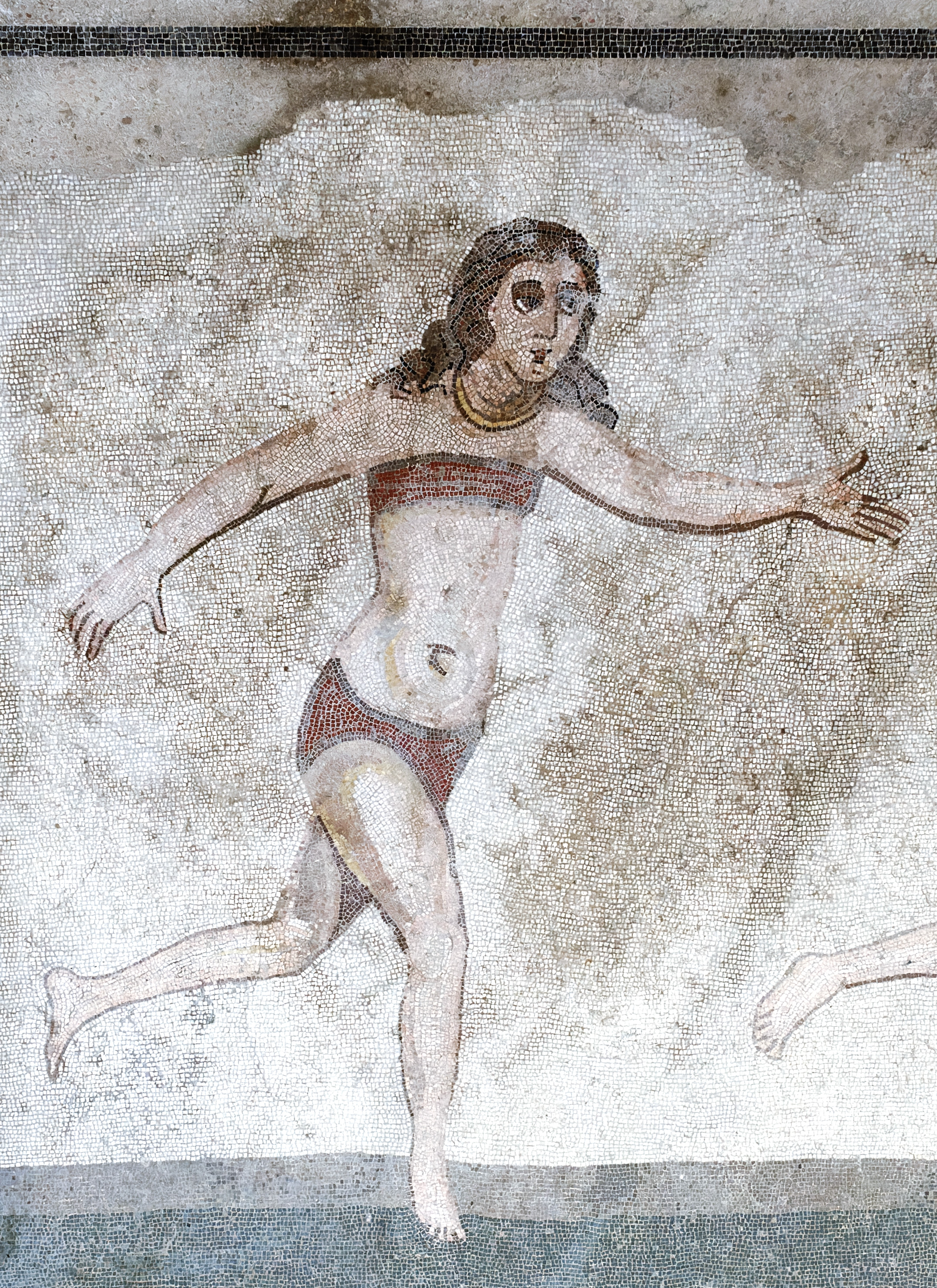
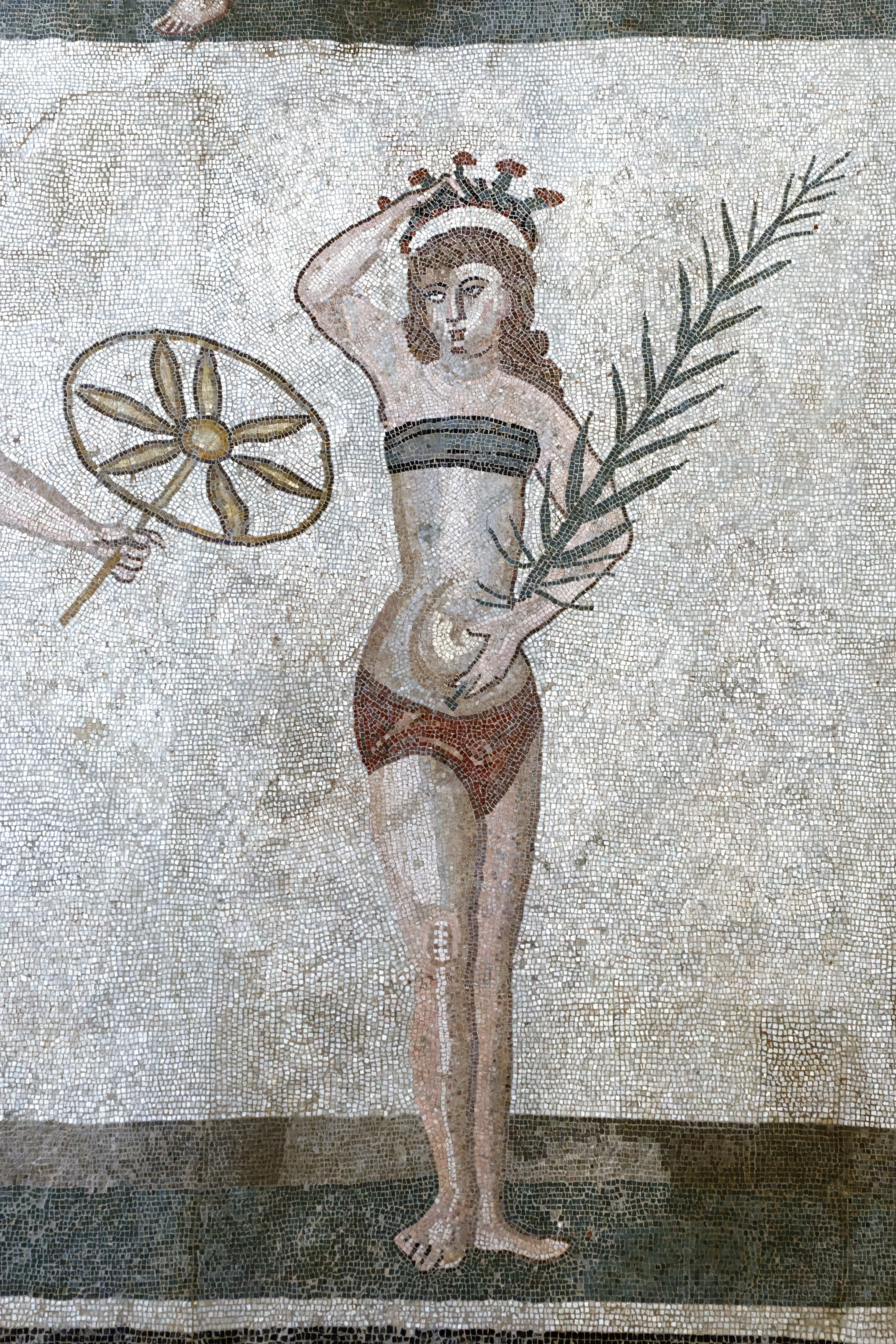
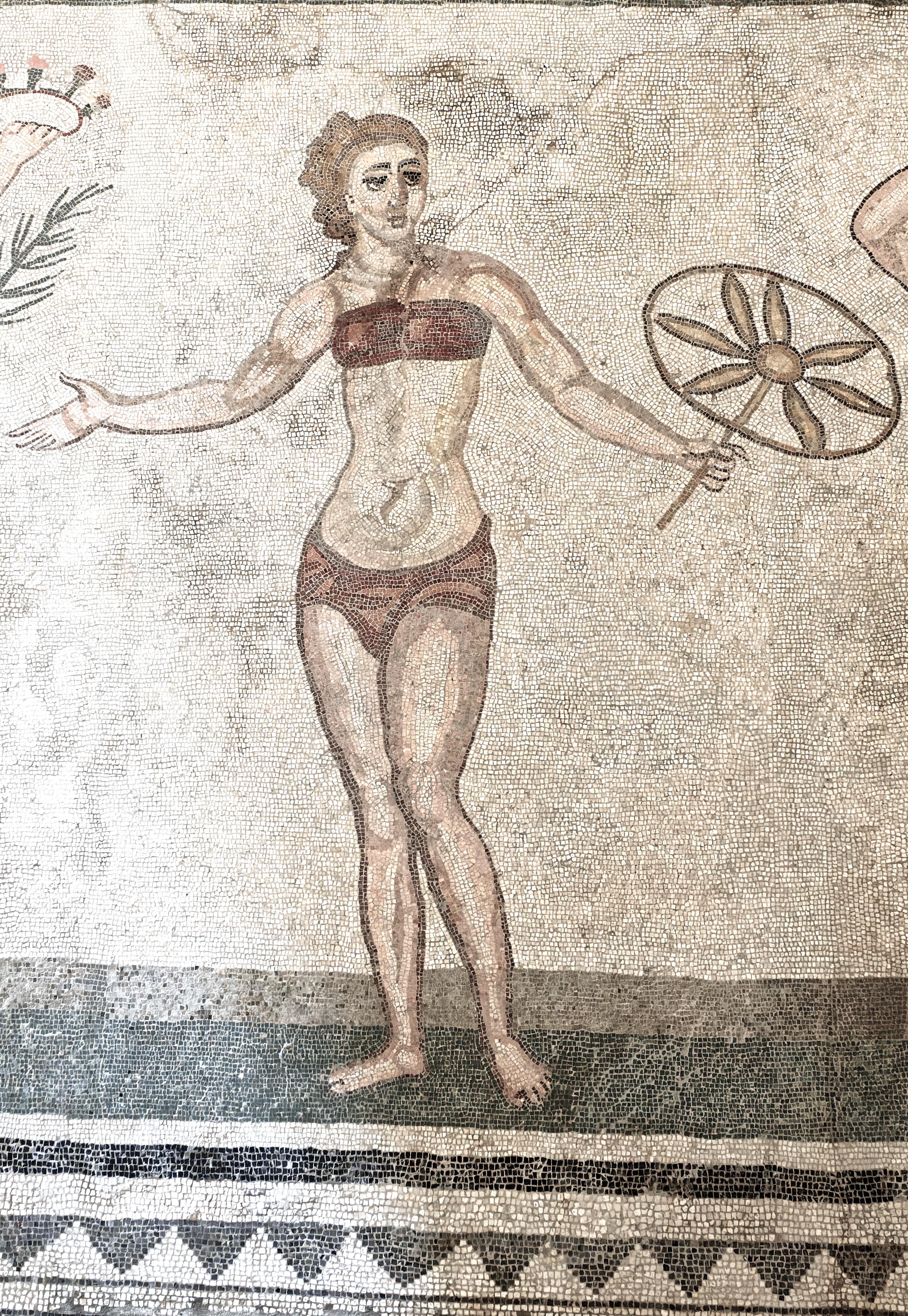
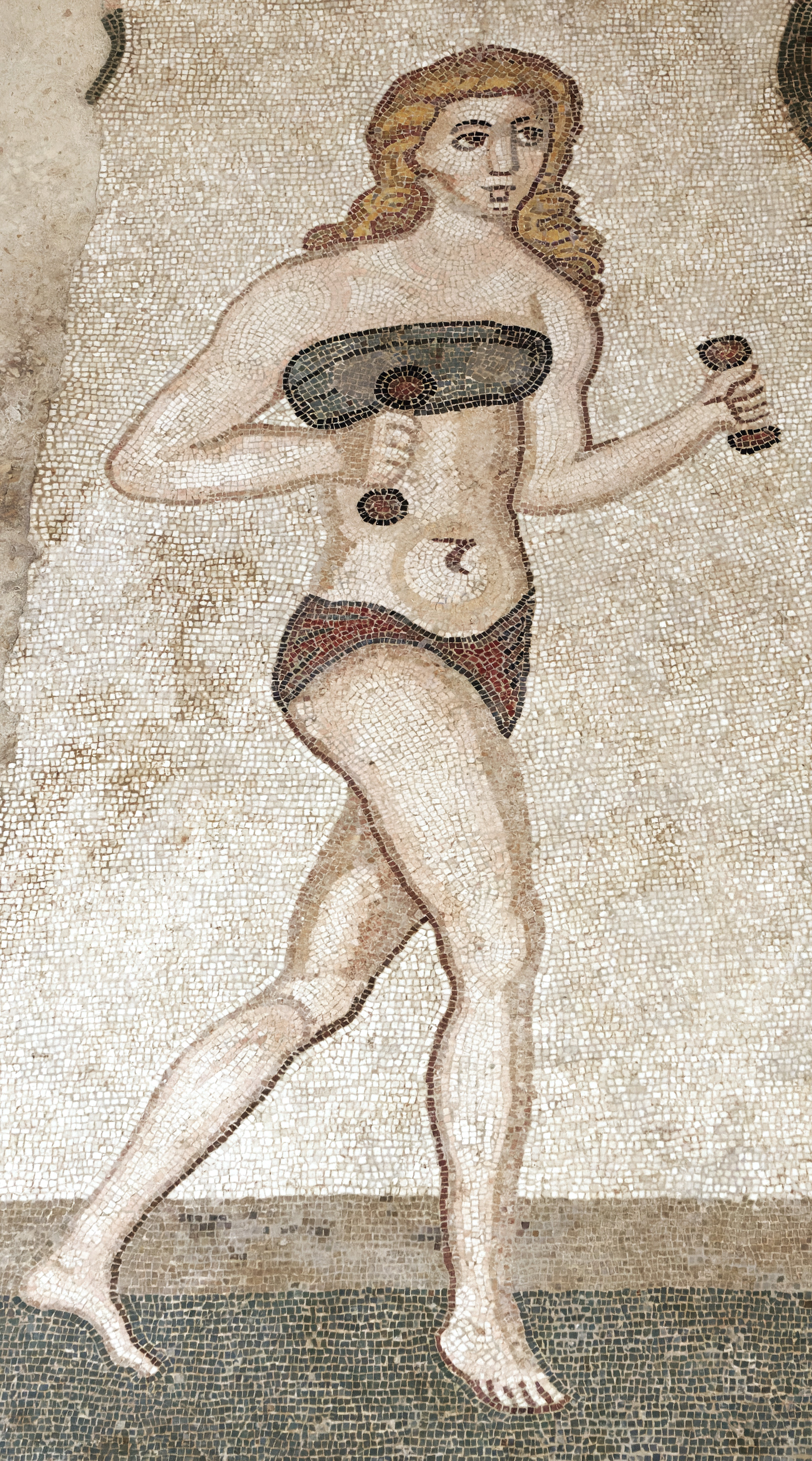
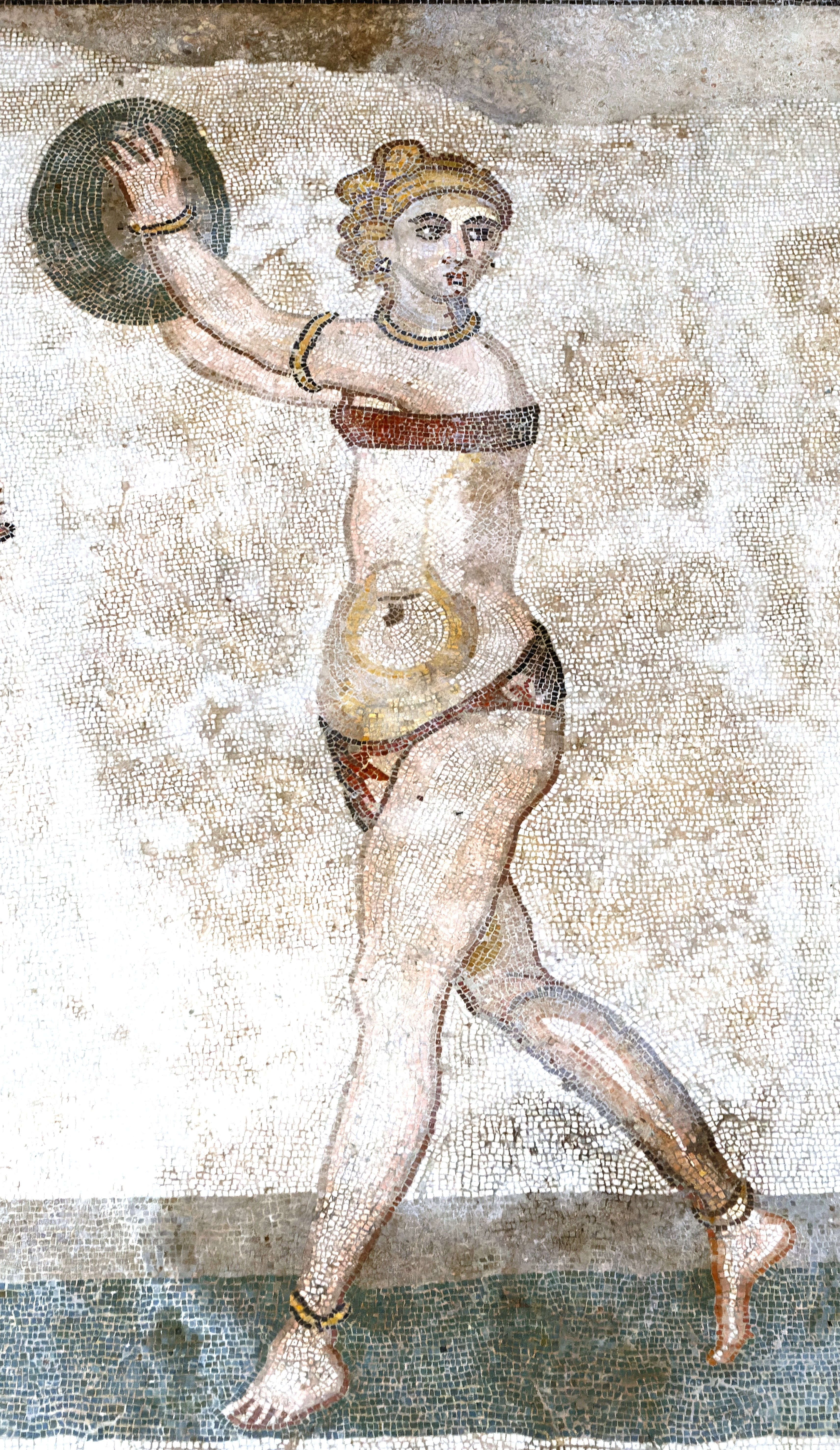

### Das elliptische Peristyl mit dem Triclinium

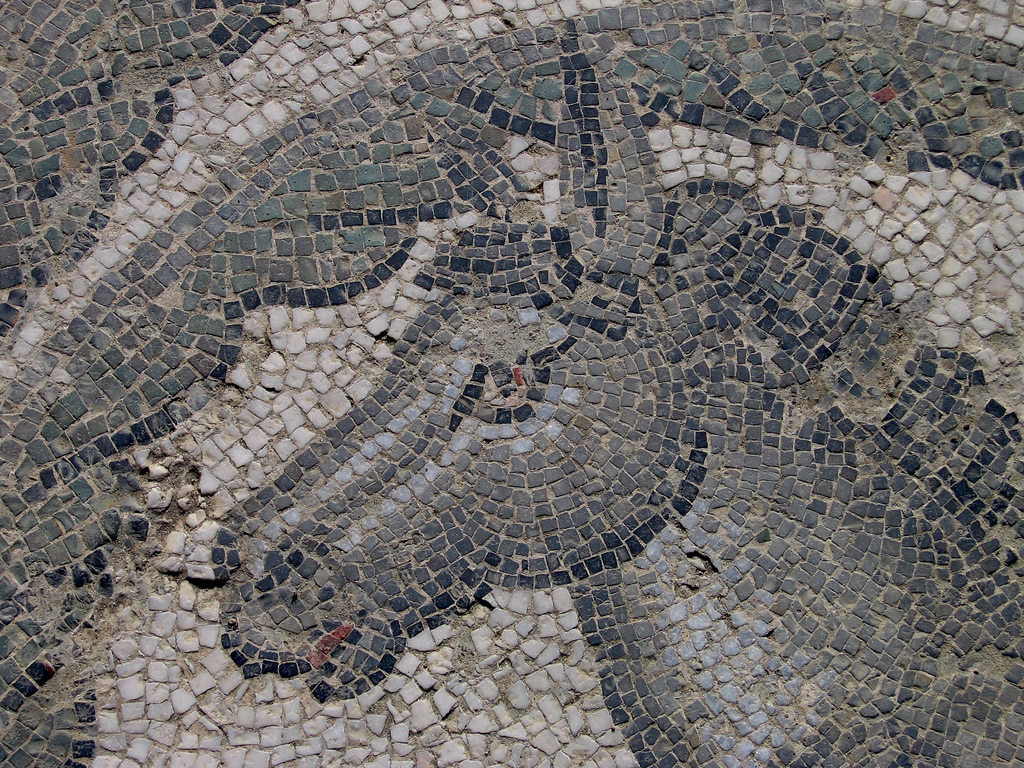
Kopf eines Esels

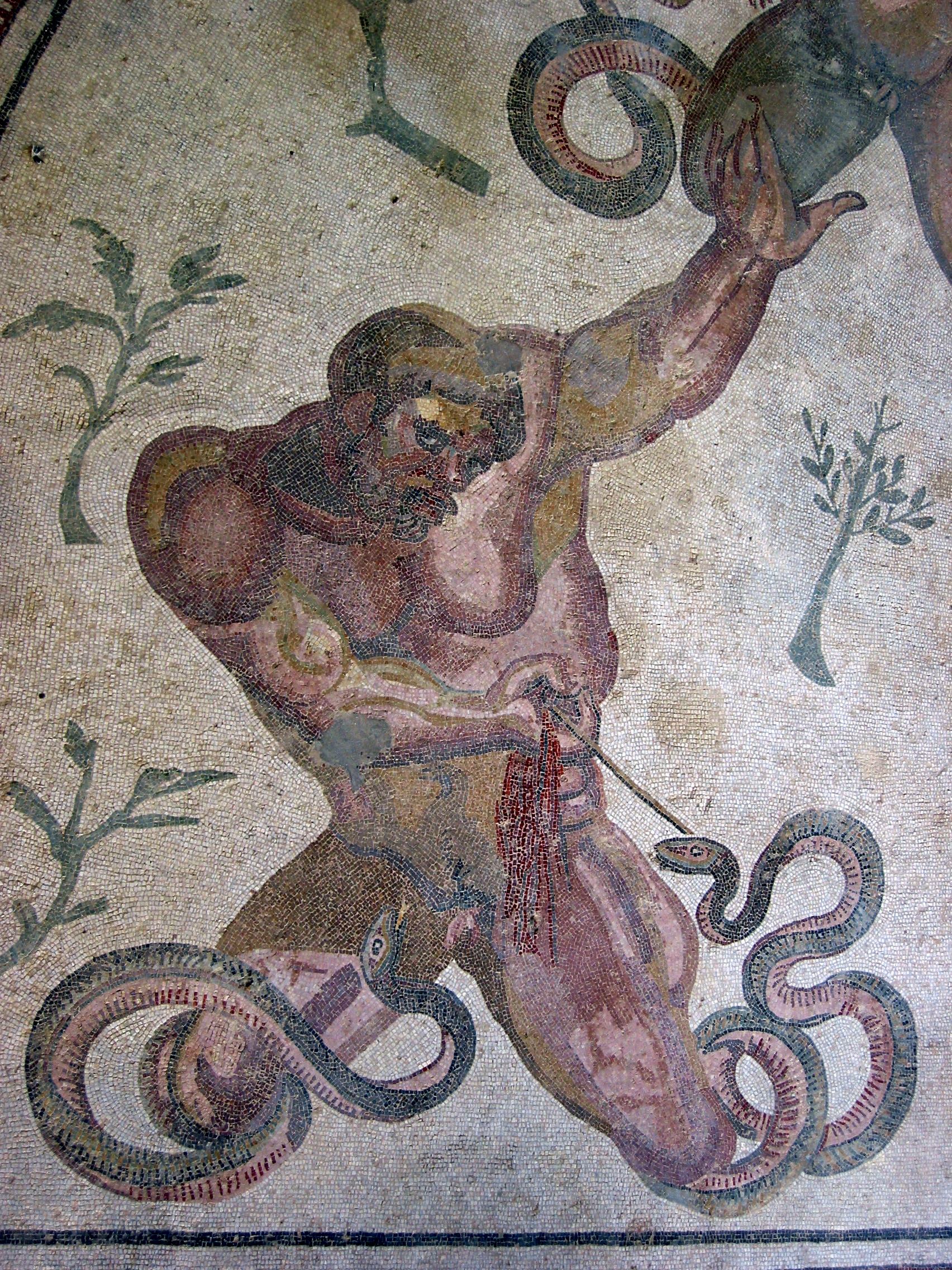
Sterbender Gigant

Sowohl vom Gang der großen Jagd als auch von den herrschaftlichen Räumen und vom südöstlichen Teil des großen Peristyls gelangt man zu einem einheitlichen Komplex, der aus einem ovalen Peristyl mit Säulen (Xystus) und einem großen Raum mit drei Apsiden (Trichora) besteht. Auf beiden Seiten des Peristyls schließen sich drei kleine Räume an, von denen die mittleren vom Peristyl aus zugänglich ist. Auf der verbleibenden Seite liegt eine Apsis mit einem Brunnen (Nymphäum).
Der Säulengang des Peristyls ist mit einem Mosaik mit Akanthusgirlanden, in denen sich Tierbüsten befinden, ausgelegt. Die seitlichen Räume sind mit Mosaiken von Eroten geschmückt, die in den südlichen Räumen fischen und im Norden mit der Weinernte beschäftigt sind: Vor einem Landhaus tragen zwei Eroten Körbe voller Trauben zu zwei anderen, die die Kelter vorbereitet haben.
Der Boden des folgenden seitlichen Raums ist mit einem Mosaik mit Ranken, Trauben und Eroten bedeckt; in der Mitte befindet sich ein Medaillon mit einer männlichen Büste, die vielleicht die Personifikation des Herbstes darstellt. Dieses Mosaik ist einem nur wenige Jahre später ausgeführten Mosaik im Mausoleum der Constantina in Rom sehr ähnlich. Diese Darstellung, die auch den Porphyrsarkophag der Constantina schmückt, war im östlichen Mittelmeerraum sehr verbreitet, wo sie sich bis ins späte sechste Jahrhundert in jordanischen Kirchen wiederfindet.
Der Raum mit den drei Apsiden war ein Bankettsaal (Coenatio) für den Winter. Der Eingang mit Granitsäulen ist vom Peristyl aus über vier Stufen zugänglich. Das Mosaik in der Raummitte ist nicht vollständig erhalten, es zeigt die Taten des Herkules. In der nördlichen Apsis wird die Aufnahme des Helden in den Olymp gezeigt, in der südlichen die Verwandlung der Nymphe Ambrosia in eine Weinrebe und in der östlichen der Kampf des Herkules gegen die Giganten.
Zwischen dem zentralen Mosaik und den Apsiden befinden sich Szenen aus den Metamorphosen, nämlich die Verwandlung der Daphne in einen Lorbeerbaum, des Kyparissos in eine Zypresse und der Andromeda und des Endymion in Sterne.
Der Komplex der Darstellungen nimmt Bezug auf die heldenhafte Apotheose des Halbgottes. Hierbei handelt es sich um ein in der kaiserlichen Propaganda häufig verwendetes Motiv als Anspielung auf die Göttlichkeit des Kaisers.

### Die Thermen
Direkt vom monumentalen Eingang der Villa aus gelangt man zu einem Thermenkomplex, der so auch von Auswärtigen besucht werden konnte und der über einem älteren Badehaus errichtet wurde, was seine asymmetrische Ausrichtung erklärt. Der Zugang vom Hof zur Palästra erfolgte über zwei Vorräume mit geometrischen Mosaiken.
Ein weiterer Zugang von der westlichen Ecke des großen Peristyls war den Bewohnern der Villa vorbehalten. Dieser asymmetrische Raum ist mit einer entlang der Wände gemauerten Sitzbank ausgestattet und diente wahrscheinlich als Umkleideraum. Das Bodenmosaik zeigt die Hausherrin mit zwei Kindern und zwei Dienern. Auch von hier aus gelangt man zur Palästra (15 × 6 m), die in zwei Apsiden endet und mit einem Zirkusmosaik geschmückt ist. Detailreich dargestellt ist der Circus Maximus in Rom, in dem ein Rennen mit vier Quadrigen stattfindet, bei dem die grüne Partei (Prasina) gewinnt.
Es folgt das Frigidarium, an dessen Wand sich sechs Nischen befinden, von denen zwei als Eingänge dienen. Im Süden befindet sich ein kleiner rechteckiger Raum mit drei kleinen Apsiden und im Norden ein Schwimmbecken, ebenfalls mit einer Apsis. Das Mosaik des zentralen Raums zeigt wieder eine Szene mit fischenden Eroten, Nereiden, Tritonen und Seepferdchen, deren Darstellung sich an die achteckige Form des Raums anpasst. In den Nischen, die vielleicht als Umkleiden dienten, sind Personen dargestellt, die sich, unterstützt durch Sklaven, an- und ausziehen. Die Wände waren mit Marmor verkleidet.
Es folgt ein kleiner Raum mit einem Mosaik, das eine Massage darstellt, von dem man in einen länglichen Raum mit Apsiden gelangt, der das Tepidarium gewesen sein muss, in dem sich ein schlecht erhaltenes Mosaik befindet, das Sportler darstellt. Von diesem Raum aus gelangt man in drei beheizte Räume, die Caldarien.

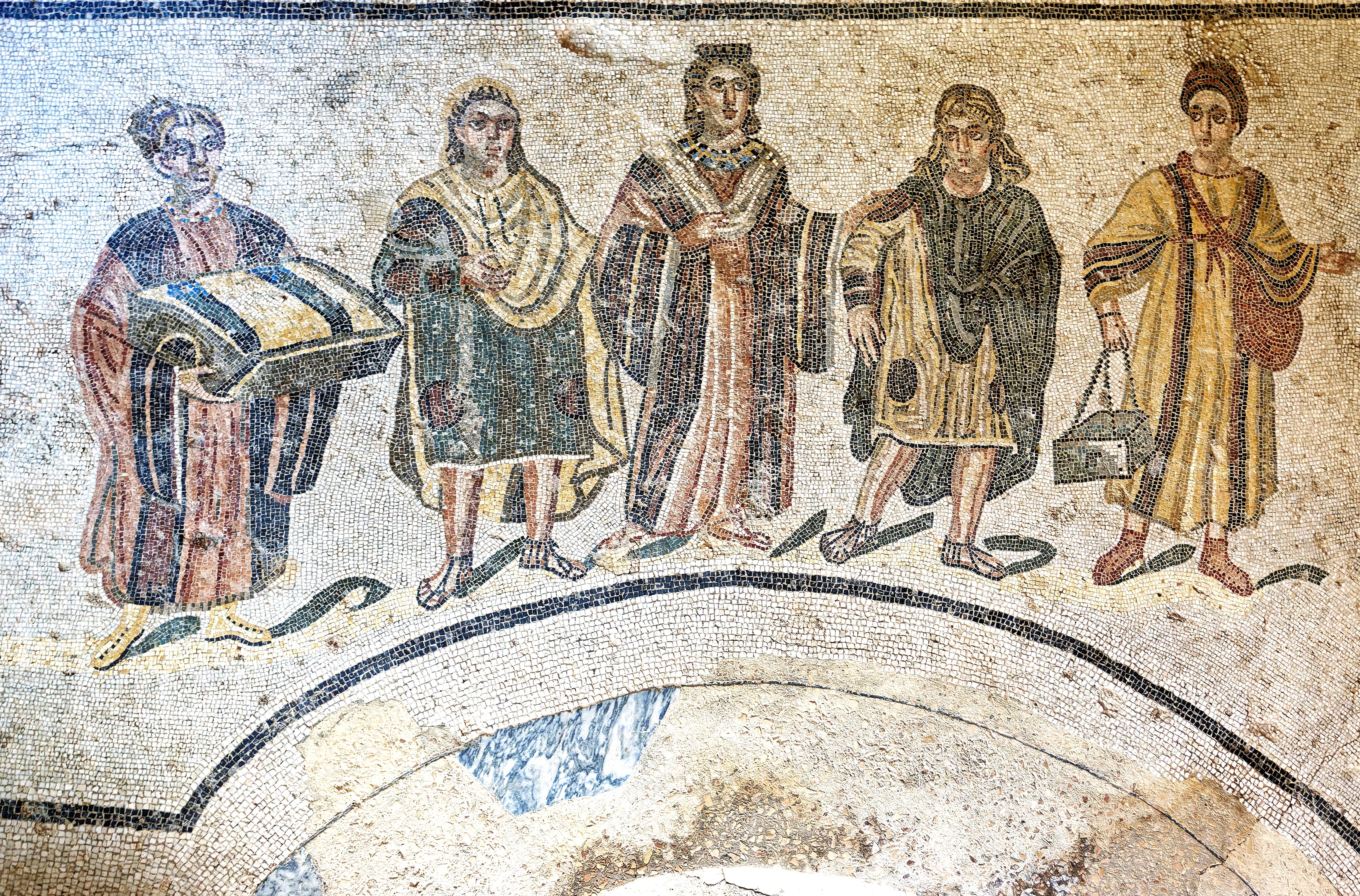
Apodyterium (Umkleideraum): Die Hausherrin auf dem Weg in die Thermen
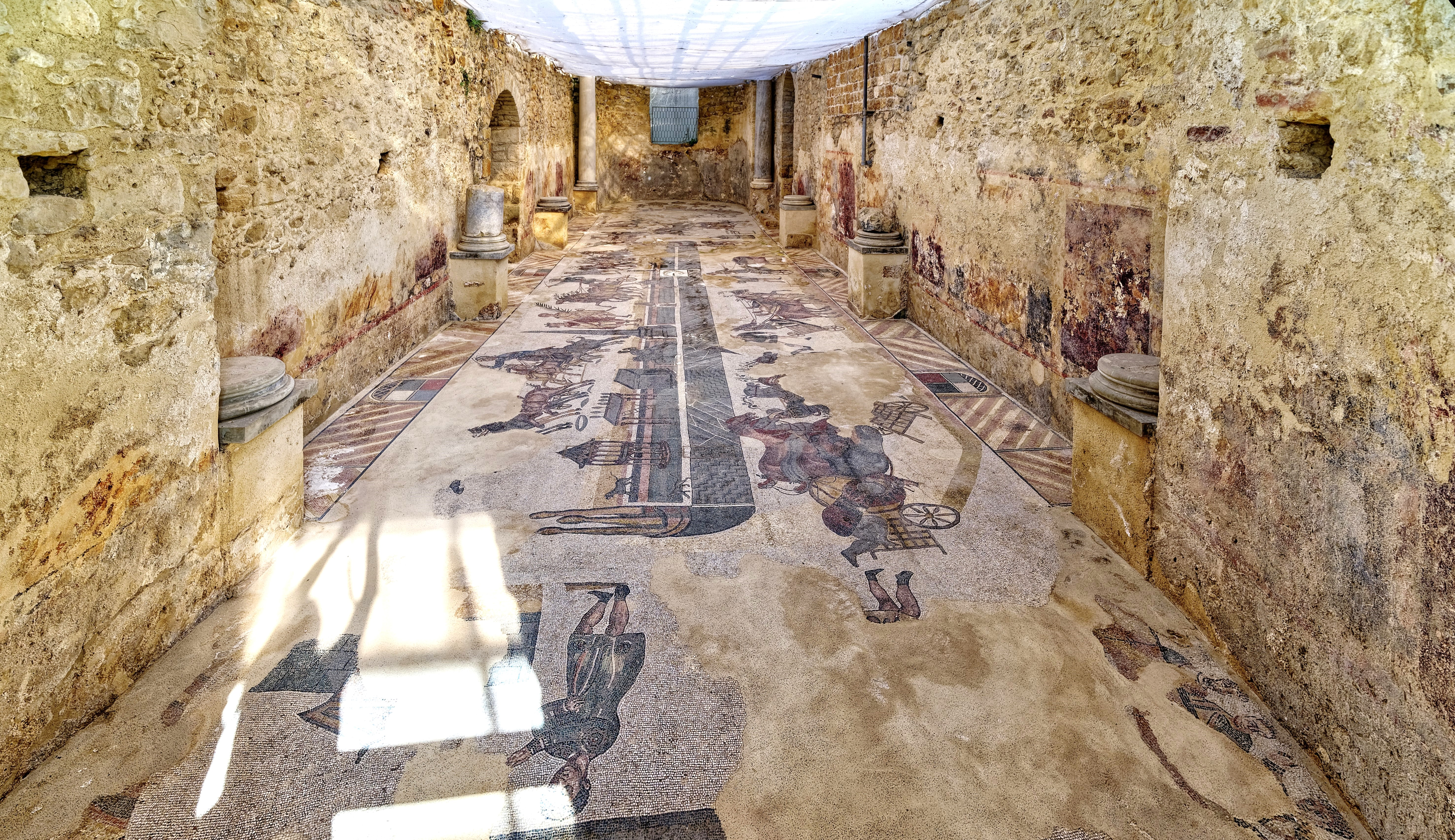
Palästra (Turnraum)
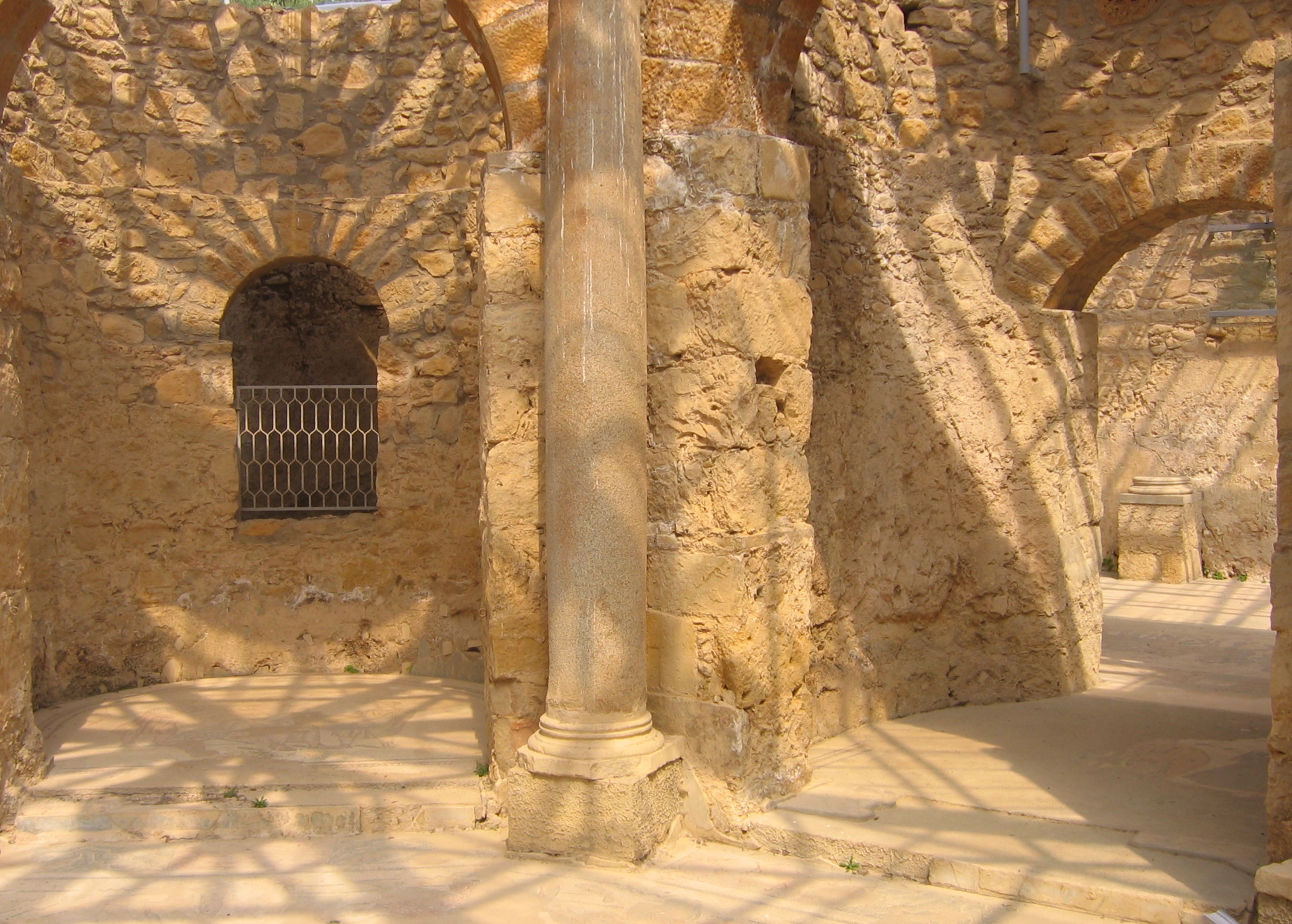
Frigidarium (Kaltwasserbad)